# Ernest Shackleton

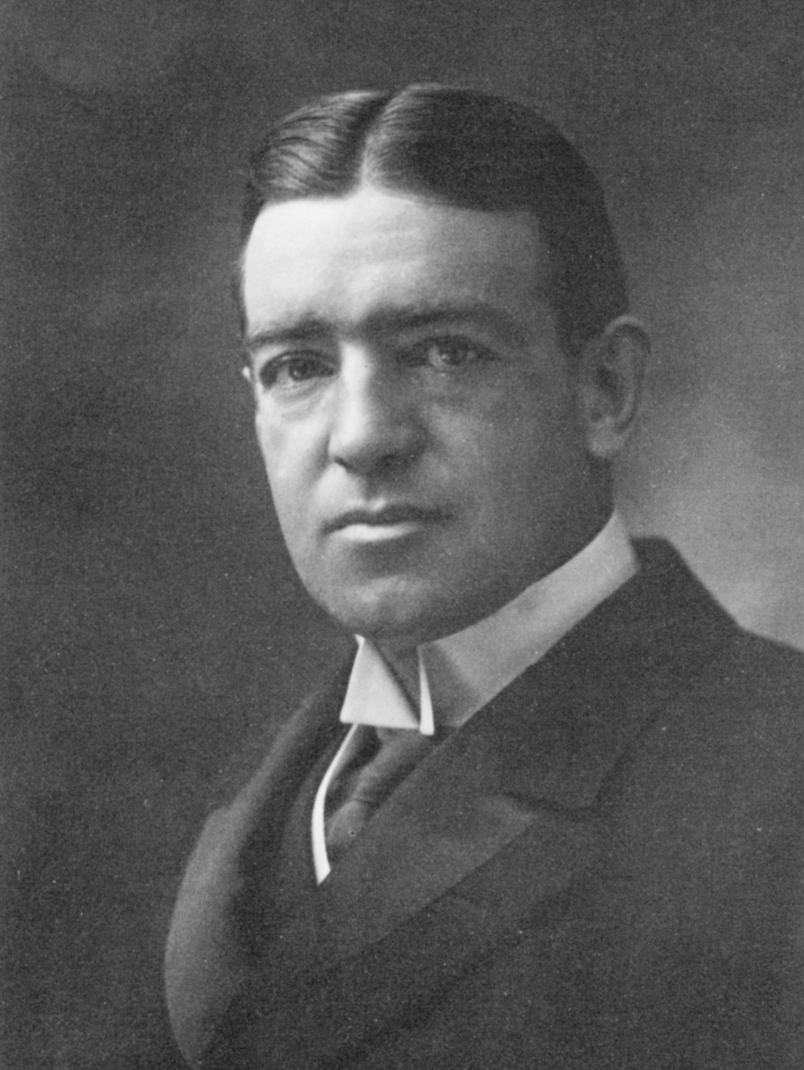
Ernest Shackleton (fotografiert von Nadar, circa 1909)

Sir Ernest Henry Shackleton [ˈɜɻnɛst ˈhɛnɻi ˈʃækəltən] CVO, OBE, LL.D, OLH (* 15. Februar 1874 in Kilkea, County Kildare, Irland; † 5. Januar 1922 in Grytviken, Südgeorgien) war ein britischer Polarforscher irischer Abstammung und eine der herausragenden Persönlichkeiten des sogenannten „Goldenen Zeitalters der Antarktisforschung“. Er nahm an vier Antarktisexpeditionen teil, von denen er bei dreien als Expeditionsleiter tätig war.
Seine ersten antarktischen Erfahrungen machte Shackleton als Dritter Offizier bei der von Robert Falcon Scott geleiteten Discovery-Expedition (1901–1904), von der er wegen einer von ihm bestrittenen gesundheitlichen Dienstuntauglichkeit vom Expeditionsleiter 1903 nach Hause geschickt wurde. 
Entschlossen, diesen Makel zu tilgen, kehrte Shackleton 1908 als Leiter der Nimrod-Expedition (1907–1909) in die Antarktis zurück. Im Januar 1909 stellte er zusammen mit drei Begleitern einen neuen Rekord in der größten Annäherung an einen der beiden geographischen Erdpole auf, bevor sie bei 88°23′S und noch 180 km vom Südpol entfernt umkehren mussten. Für diese Leistung wurde Shackleton von König Edward VII. zum Ritter geschlagen.
Nachdem der Norweger Roald Amundsen 1911 den Südpol erreicht hatte, verlagerte Shackleton sein Augenmerk auf die Durchquerung des antarktischen Kontinents von Küste zu Küste über den geographischen Südpol hinweg. Doch auch mit dieser Forschungsreise, die als Endurance-Expedition (1914–1917) bekannt ist, scheiterte er. Das Expeditionsschiff sank 1915 im Weddell-Meer, nachdem es vom Packeis zerdrückt worden war. Durch eine abenteuerliche Rettungsaktion, für die Shackleton weitaus bekannter ist als für seine wissenschaftlichen Beiträge zur Antarktisforschung, konnte er alle Expeditionsteilnehmer vor dem Tod bewahren.
1921 führte ihn die Quest-Expedition (1921–1922) ein letztes Mal in antarktische Gewässer. Noch vor dem eigentlichen Beginn der Forschungsreise starb Shackleton in Grytviken auf Südgeorgien an einem Herzinfarkt und wurde auf Wunsch seiner Frau auch dort begraben.
Abseits seiner Forschungsreisen war Shackletons Leben rastlos und unerfüllt. Auf der Suche nach Wegen, möglichst rasch zu Ruhm und Reichtum zu gelangen, scheiterte er mit zahlreichen Unternehmungen. Am Ende seines Lebens war Shackleton hoch verschuldet. Obwohl er im Nachruf durch die Presse als Held gefeiert wurde, geriet sein Name im Gegensatz zu dem seines Rivalen Scott bald darauf für lange Zeit in Vergessenheit. Erst zur Jahrtausendwende wurde Shackleton als vorbildliche Führungspersönlichkeit wiederentdeckt, die es in extremen Situationen vermochte, ihre Untergebenen zu außergewöhnlichen Leistungen zu motivieren.

## Herkunft

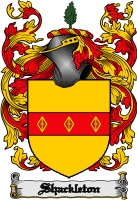
Wappen der Familie Shackleton

Ernest Shackleton kam im Kilkea House, einem Anwesen in der Nähe der Ortschaft Athy, als zweites von zehn Kindern des Grundbesitzers Henry Shackleton (1847–1920) und dessen Frau Henrietta Letitia Sophia (geborene Gavan, 1845–1929) zur Welt. In engstem Zusammenhang mit seinem späteren Leben steht die Tatsache, dass die Challenger am Tag nach seiner Geburt als erstes Schiff mit zusätzlichem maschinellen Antrieb den südlichen Polarkreis überquerte. Shackletons väterliche Vorfahren, deren Linie sich bis ins 13. Jahrhundert zurückverfolgen lässt, waren Quäker aus der nordenglischen Grafschaft Yorkshire, die bereits seit 1720 in Irland lebten. Zum englischen Seefahrer Martin Frobisher besteht ein entferntes Verwandtschaftsverhältnis. Shackletons einziger Bruder Francis (genannt Frank, 1876–1941) geriet 1907 in Verdacht, am Raub der irischen Kronjuwelen beteiligt gewesen zu sein.
Der Leitspruch der Familie Shackleton, deren Name sich von demjenigen eines Weilers in der Nähe des Dorfes Heptonstall in Yorkshire ableitet, lautet „Fortitudine Vincimus“ (im Englischen: „by endurance we conquer“, im Deutschen: „Durch Ausdauer zum Sieg“). Das etwa seit dem Jahr 1600 existierende Familienwappen trägt drei goldene Spangen auf rotem Grund.
Oftmals wurde versucht, Shackletons Eigenschaften und Charakterzüge von seiner Herkunft abzuleiten, doch nach Meinung seiner Biographen Margery und James Fisher ist dies unzutreffend oder bestenfalls eine verkürzte Darstellung. „Shackletons Mut und Kampfeslust waren ebenso wenig typisch nordenglisch, wie sein Charme und seine Vorliebe für Poesie typisch irisch waren. Ein Studium seiner Herkunft liefert einen Hintergrund, erklären kann es ihn jedoch nicht.“

## Frühe Lebensjahre

### Kindheit und Jugend (1874–1890)

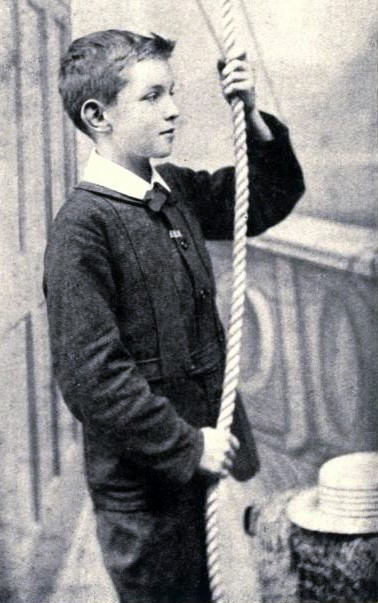
Der elfjährige Ernest Shackleton

Im Zuge des Land War und des allgemeinen Niedergangs der Landwirtschaft in Irland Ende des 19. Jahrhunderts entschloss sich Shackletons Vater, eine neue berufliche Richtung einzuschlagen. 1880 zog die Familie nach Dublin, wo Henry Shackleton in den nächsten vier Jahren am Trinity College Medizin studierte. Im Dezember 1884 verließ die Familie Irland, und Shackletons Vater eröffnete eine Arztpraxis in Croydon unweit von London. Diese gab er bereits nach sechs Monaten auf, um sich schließlich erfolgreich in Sydenham als Arzt niederzulassen.
Seit frühester Jugend war Ernest Shackleton ein begeisterter Leser. Zugang zu Literatur und Dichtung erhielt er durch seinen Vater. Besonders faszinierten ihn die Abenteuerromane des englischen Romanciers George Alfred Henty und von Jules Verne. Sein Lieblingsbuch soll Life with the Esquimaux des Polarforschers Charles Francis Hall gewesen sein. Über seine besondere Vorliebe für die Suche nach verborgenen Schätzen, seinen schon früh ausgeprägten Drang nach Unabhängigkeit und seine mitreißende Begeisterungsfähigkeit, die ihm auch als Erwachsener erhalten blieb, sind zahlreiche Anekdoten überliefert. Zu Beginn seiner schulischen Ausbildung wurde Shackleton von einer Hauslehrerin unterrichtet. Seit die Familie in Sydenham wohnte, besuchte er die Fir Lodge Preparatory School. Von seinen Mitschülern wurde der für sein Alter groß und kräftig gebaute Ernest als freundlich und wohlwollend beschrieben. Durch sein reizbares Temperament scheute er sich dennoch nicht, seine Fäuste zu gebrauchen, wenn jemand etwas Negatives über seine Herkunft oder seinen irischen Akzent sagte.
Im Sommer 1887 wechselte Shackleton an das angesehene Dulwich College. Den vom Großmachtsanspruch des Empire geprägten Unterricht, zu dessen wichtigsten Bausteinen christlicher Militarismus und militärische Tugenden zählten, beschrieb Shackleton selbst als langweilig. „Über Geographie und Literatur habe ich in der Schule nie viel gelernt“. Er war nach Meinung seiner Lehrer kein besonders guter Schüler und „scherte sich einen feuchten Kehricht um den Unterricht“, dennoch schloss er 1890 als Fünftbester von 30 Schülern seines Jahrgangs ab.

### Dienst bei der Handelsmarine (1890–1901)

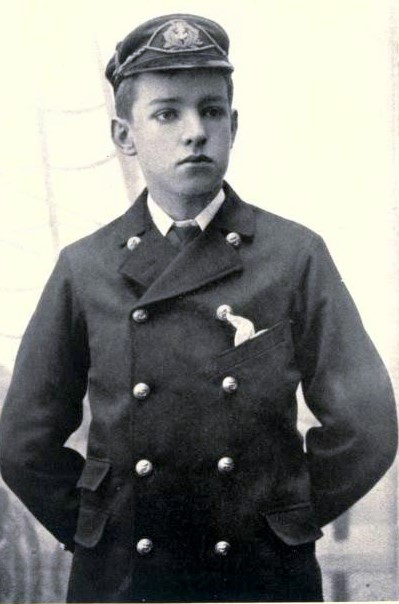
Shackleton als Seekadett auf der Hoghton Tower

Shackletons Vater wollte eigentlich, dass er Medizin studiert. Schließlich gab er jedoch dem Wunsch seines Sohnes nach, in der Seefahrt sein Auskommen zu suchen. Da er eine Ausbildung auf der Britannia, dem Schulschiff der Royal Navy, finanziell nicht ermöglichen konnte, schickte er den 16-jährigen Ernest zur Handelsmarine. Shackleton heuerte im April 1890 in Liverpool als Seekadett auf der Hoghton Tower an, einem Rahsegler der North Western Shipping Company. In den folgenden vier Jahren erlernte er das Schifffahrtshandwerk von Grund auf, besuchte ferne Länder und hatte Umgang mit Menschen verschiedener Herkunft und Bildungsschichten. Gleich die erste Reise führte ihn mitten im Winter bei schweren Stürmen um Kap Hoorn nach Valparaíso und Iquique, wo das Schiff sechs Wochen lang gelöscht und neue Fracht an Bord genommen wurde. Dabei lernte Shackleton, wie man Fracht mit Hilfe von Booten unbeschädigt zwischen einem Schiff und der Küste hin und her transportiert – Techniken, die sich bei seinen späteren Expeditionsreisen als hilfreich erweisen sollten. Insgesamt nahm Shackleton an drei Seereisen auf der Hoghton Tower teil, bevor er im Juli 1894 an die Seefahrtschule in London ging und dort am 4. Oktober die Prüfung als Zweiter Offizier bestand.
Durch Vermittlung eines Schulfreundes vom Dulwich College erhielt Shackleton im November 1894 den Posten des Dritten Offiziers auf dem Trampschiff Monmouthshire mit Kurs Ferner Osten. Eine zweite Reise auf demselben Schiff führte ihn nach China.
Am 24. Januar 1895, als Shackleton im Indischen Ozean weilte, landete Carsten Egeberg Borchgrevink im Rahmen der Antarctic-Expedition am Cape Adare an und nahm für sich in Anspruch, als erster Mensch antarktisches Festland betreten zu haben. Der Zufall wollte es, dass Shackleton sich späteren Aussagen zufolge genau zu dieser Zeit entschloss, Polarforscher zu werden.
Als er 1896 von seiner zweiten Reise auf der Monmouthshire zurückkehrte, legte er die Prüfung als Erster Offizier ab. Nach seiner Zeit als Zweiter Offizier auf der Flintshire, einem Dampfschiff der Welsh Shire Line, erhielt er 1898 schließlich in Singapur das Kapitänspatent. Als Angestellter der Union-Castle Line war Shackleton nachfolgend auf dem Linienschiff Tantallon Castle im Post- und Passagierverkehr zwischen Southampton und Kapstadt tätig. Ein Schiffskamerad beschrieb ihn als „fernab vom Charakter gewöhnlicher junger Offiziere“, eigenbrötlerisch, jedoch nicht abweisend, „Keats und Browning rezitierend“, eine Mischung aus Empfindsamkeit und Aggressivität und dennoch sympathisch. Bei Ausbruch des Buren-Krieges 1899 wurde Shackleton Dritter Offizier auf der Tintagel Castle für den Transport von Soldaten in die Kapkolonie. In Kapstadt kam es dabei zur Begegnung mit Rudyard Kipling, den er als namhaften Co-Autor für sein erstes eigenes Buch gewinnen wollte.
Ähnlich wie sein späterer Rivale Robert Falcon Scott, der sich in der Routine der Royal Navy eingeengt fühlte, hatte auch Shackleton nicht das Gefühl, in der Handelsmarine seinen Ehrgeiz befriedigen zu können. Ein Kollege bei der Union-Castle Line erklärte später: „Ihn reizte die Gelegenheit, aus der Monotonie von Methode und Routine auszubrechen – aus einem Dasein, das seine Individualität irgendwann erstickt hätte.“ Kurz nachdem er zum Fellow der Royal Geographical Society berufen worden war, begann Shackletons Karriere als Entdecker, nicht zu einem geringen Teil deshalb, weil er darin die Möglichkeit sah, reich und berühmt zu werden. Im März 1900 lernte er den Lieutenant der British Army Cedric Longstaff (1876–1950) kennen, dessen Vater Llewellyn Longstaff (1841–1918) einer der Sponsoren der Discovery-Expedition war. Shackleton nutzte seine Freundschaft zu Cedric, um sich bei dessen Vater um die Teilnahme an der Discovery-Expedition zu bewerben. Longstaff war so von Shackletons Eifer und Überzeugungskraft beeindruckt, dass er Sir Clements Markham, den Schirmherr der Expedition, anwies, ihn als Expeditionsteilnehmer zu akzeptieren. Am 17. Februar 1901 erhielt Shackleton den Posten des Dritten Offiziers auf dem Expeditionsschiff Discovery. Im Juni 1901 wurde er zum Sub-Lieutenant der Royal Naval Reserve (RNR) ernannt. Damit endete Shackletons Dienst bei der Handelsmarine.

## Teilnahme an der Discovery-Expedition (1901–1903)

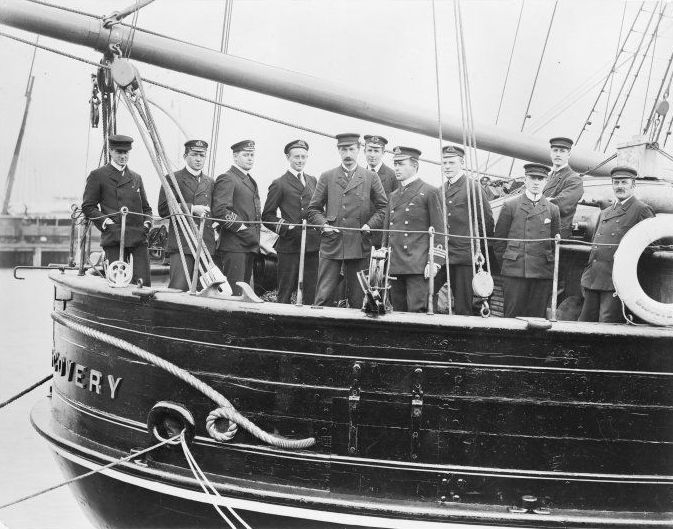
Shackleton (zweiter von links) an Bord der Discovery

Die National Antarctic Expedition, wie die Discovery-Expedition offiziell bezeichnet wurde, ging auf die Initiative von Sir Clements Markham zurück, dem damaligen Präsidenten der Royal Geographical Society. Die Forschungsreise sollte mit dem Ziel durchgeführt werden, allgemeinwissenschaftliche und geographische Erkundungen in der Antarktis vorzunehmen. Geleitet wurde sie durch den Offizier der Royal Navy Robert Falcon Scott, der erst kurz zuvor zum Commander befördert worden war. Obwohl das Forschungsschiff Discovery nicht zur Royal Navy gehörte, verlangte Scott von der Schiffsmannschaft, den Offizieren und den wissenschaftlichen Expeditionsteilnehmern, sich der in der britischen Kriegsmarine üblichen Disziplin unterzuordnen. Shackleton akzeptierte dies, obwohl er seit Schulzeiten militärischen Drill verabscheute und stattdessen einen zwangloseren Führungsstil bevorzugte. Seine Aufgaben waren wie folgt umrissen: „Verantwortlich für die Untersuchung des Meerwassers, die Versorgung der Offiziersmesse, für den Frachtraum, die Lagerbestände und Versorgungsgüter […] ferner für das Unterhaltungsprogramm.“
Nachdem die Discovery am 6. August 1901 von Cowes in See stach, erreichte sie nach Zwischenaufenthalten in Kapstadt und dem neuseeländischen Lyttelton im Januar 1902 den Rand des antarktischen Ross-Schelfeises. Nach Ankerung in einer kleinen Bucht nahm Shackleton am 4. Februar an einem Ballonaufstieg auf der Schelfeistafel teil und machte dabei die ersten Luftaufnahmen in der Antarktis.
Nach Erreichen des Winterquartiers am McMurdo Sound unternahm er zusammen mit den Wissenschaftsoffizieren Edward Wilson und Hartley Ferrar die erste Schlittenexkursion zur Erkundung einer sicheren Route über das Schelfeis für den geplanten Marsch in Richtung Südpol. Außerdem fungierte er im Winter 1902, als die Discovery vom Packeis eingeschlossen wurde, als Herausgeber des Expeditionsmagazins The South Polar Times. Nach Meinung des Schiffstewards Clarence Hare (1880–1967) war Shackleton durch seine ungezwungene Art „bei der Mannschaft der beliebteste Offizier.“ Für die Annahme, Shackleton sei bei der Führung der Männer in Konkurrenz zu Scott getreten, hat es jedoch nie stichhaltige Beweise gegeben. Scott wählte Shackleton, um mit ihm und Edward Wilson den Marsch nach Süden über das Ross-Schelfeis zu unternehmen. Der Südpol war dabei nicht das eigentliche Ziel, wenngleich es für Scott von großer Bedeutung war, eine möglichst hohe südliche Breite zu erreichen. Dass Scotts Wahl auf Shackleton fiel, zeugt einerseits vom großen Vertrauen, das der Expeditionsleiter seinem Dritten Offizier entgegenbrachte, andererseits hätte Scotts Entscheidung wegen der grundverschiedenen Charakterzüge beider Männer nicht schlechter ausfallen können.

### Erster Marsch nach Süden

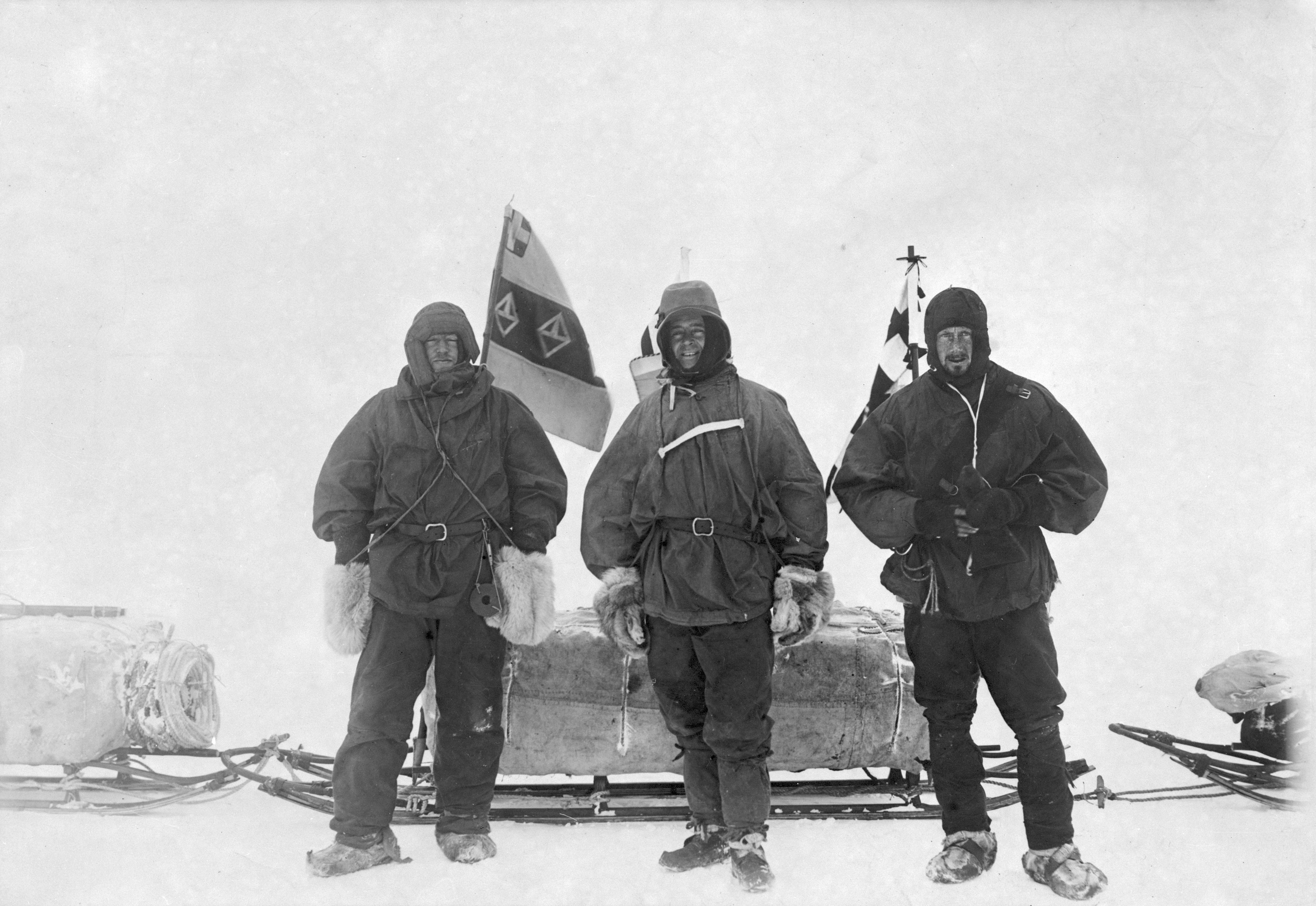
Shackleton, Scott und Wilson (v. l. n. r.) beim Aufbruch zum Südpol am 2. November 1902. Auf dem mit Wimpeln geschmückten Transportschlitten hinter den drei Männern ist rechts von Shackleton dessen Familienwappen zu erkennen.

Der Marsch, den Scott später als „eine Verbindung aus Erfolg und Scheitern“ bezeichnete, begann am 2. November 1902. Shackleton, Scott und Wilson erzielten einen neuen Südrekord, als sie am 30. Dezember 82°17′S erreichten und damit die Leistung Carsten Egeberg Borchgrevinks vom 16. Februar 1900 (78°50′S) überboten. Ihr Vorwärtskommen wurde durch ihre fehlende Erfahrung im Umgang mit den Schlittenhunden und durch den Umstand, dass zahlreiche Tiere an verdorbenem Futter erkrankten, erheblich behindert. Alle 22 Hunde starben während des Marsches. Auf dem Rückweg kam es möglicherweise zu Ereignissen, deren Auswirkungen auf das persönliche Verhältnis zwischen Shackleton und Scott noch heute kontrovers diskutiert werden. Unzweifelhaft ist, dass alle drei Männer zunächst an zeitweiliger Schneeblindheit, Erfrierungen und schließlich auch an Skorbut litten. Hiervon besonders betroffen war Shackleton, der zuletzt nicht mehr in der Lage war, beim Ziehen des Transportschlittens mitzuwirken. Nach Scotts späterer Schilderung musste Shackleton sogar über lange Strecken auf dem Schlitten transportiert werden. Shackleton widersprach dieser Darstellung und wurde hierbei durch die Tagebucheintragungen Edward Wilsons bestätigt.
Am 4. Februar 1903 erreichten die drei Männer schließlich ihr Basislager auf der Hut-Point-Halbinsel. Nach einer Untersuchung Shackletons durch den Expeditionsarzt Reginald Koettlitz (1861–1916), die ohne eindeutigen Befund blieb, entschied Scott, Shackleton auf dem Schiff Morning, das als Entsatz für die Discovery seit Januar 1903 im McMurdo Sound vor Anker lag, nach Hause zu schicken. Scott schrieb: „In seinem gegenwärtigen Gesundheitszustand sollte er [Shackleton] kein weiteres Risiko der Mühsal eingehen.“ Möglicherweise war Scotts eigentliches Motiv einerseits sein Ärger über Shackletons Beliebtheit bei anderen Expeditionsteilnehmern, so dass er Shackletons zweifelhaften Gesundheitszustand als willkommene Gelegenheit sah, einen lästigen Rivalen loszuwerden. Andererseits schildert die Scott-Biografin Diana Preston, Shackleton habe sich mit seiner „Neigung, Dinge zu hinterfragen und der Obrigkeit Widerstand zu leisten“, der Disziplin widersetzt, die für Scott von großer Bedeutung gewesen war. Jahre später, als die „drei Polarritter“ bereits nicht mehr lebten, behauptete Scotts stellvertretender Expeditionsleiter Albert Armitage, Shackleton habe ihm anvertraut, dass es zwischen diesem und Scott auf dem Weg nach Süden zum handfesten Streit gekommen sei. Ferner habe laut Armitage Scott dem Expeditionsarzt gedroht: „Wenn er [Shackleton] nicht krank nach Hause fährt, wird er unehrenhaft entlassen.“ Für Armitages Behauptung finden sich jedoch keine weiteren Belege. Shackleton seinerseits verhielt sich loyal zu Scott, bis dieser ihn in dessen Buch The Voyage of the Discovery von 1905 mehrfach herablassend als „unser Invalide“ bezeichnete. Beide Polarforscher behandelten sich zwar in der Öffentlichkeit mit Respekt und Höflichkeit, doch gemäß seinem Biographen Roland Huntford war Shackletons Haltung zu Scott seither geprägt von Verachtung und Abneigung. Sein verletzter Stolz habe danach verlangt, „in die Antarktis zurückzukehren und Scott zu übertreffen.“

## Rückkehr ins Zivilleben (1903–1907)

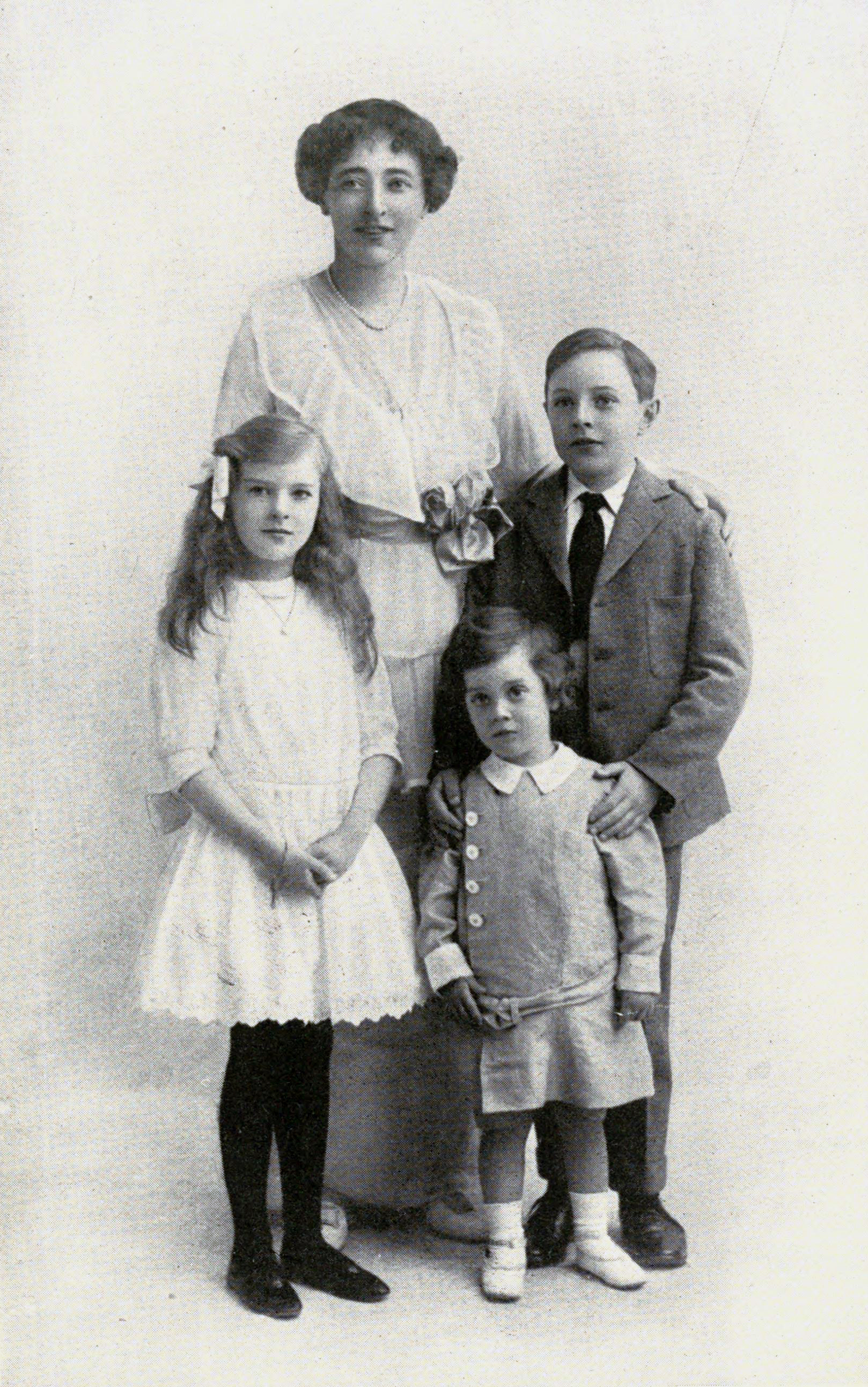
Shackletons Frau Emily mit den Kindern Cecily, Edward und Raymond (v. l. n. r.)

Shackleton verließ die Antarktis an Bord der Morning am 2. März 1903. Zuvor hatte er noch vergeblich versucht, seinen Untergebenen Charles Reginald Ford (1880–1972) an seiner Stelle zur Heimkehr zu bewegen, um dessen Posten als Zahlmeister an Bord der Discovery übernehmen zu können. Nach einem kurzen Erholungsurlaub in Neuseeland fuhr er nach Zwischenaufenthalten in San Francisco und New York zurück nach England, wo er im Juni 1903 eintraf. Dort wurde seine Ankunft als erster Rückkehrer der Expedition bereits begierig erwartet. Die Admiralität bedurfte Informationen aus erster Hand, um weitere Vorkehrungen für die Rettung der auf der Ross-Insel vom Eis eingeschlossenen Männer zu treffen. Mit dem Einverständnis Markhams nahm Shackleton eine befristete Stelle für das Ausrüsten und Beladen des zweiten Rettungsschiffs, der Terra Nova, an, lehnte jedoch das Angebot ab, als Erster Offizier in die Antarktis zurückzukehren. Eine besondere Genugtuung war für ihn aber, dass ein Arzt der Admiralität ihn für diensttauglich erklärt hatte. Stattdessen half er bei der Ausstattung der argentinischen Korvette Uruguay zur Rettung der in Not geratenen Männer der Nordenskjöld-Expedition.
Shackletons Versuch, eine dauerhafte Anstellung bei der Royal Navy zu erhalten, scheiterte trotz der Fürsprache Markhams und William Huggins, des Präsidenten der Royal Society.
Im Herbst 1903 arbeitete Shackleton als Journalist und Mitherausgeber des 1898 vom Verleger Sir Arthur Pearson (1866–1921) gegründeten Royal Magazine, beendete diese ihn nicht ausfüllende Tätigkeit jedoch schon nach wenigen Wochen. Nach einer Vortragsreise zur Discovery-Expedition nach Dundee und Aberdeen wurde ihm mit Unterstützung seines Freundes Hugh Robert Mill (1861–1950) die seit kurzem vakante Stelle des Sekretärs und Schatzmeisters der Royal Scottish Geographical Society (RSGS) angeboten, die er am 14. Januar 1904 antrat. Durch die Heirat am 9. April desselben Jahres mit Emily Dorman (1868–1936), die er bereits seit 1897 kannte, stellte sich auch privates Glück ein. Im Februar 1905 kam Shackletons erster Sohn Raymond (1905–1960) zur Welt, und im Dezember 1906 wurde seine einzige Tochter Cecily (1906–1957) geboren.
Im Februar 1906 ließ sich der in geschäftlichen Dingen völlig unerfahrene Shackleton auf ein dubioses Spekulationsgeschäft für den Transport russischer Truppen von Wladiwostok zur Ostsee ein, das jedoch nicht zustande kam. Darüber hinaus versuchte er erfolglos, bei den Unterhauswahlen 1906 als Kandidat der Liberalen Unionisten in Dundee in der Politik Fuß zu fassen. Schließlich machte ihn der Industrielle William Beardmore zum Sekretär einer Kommission, die sich mit der Konstruktion neuer Gasmotoren beschäftigte. Seine Aufgabe bestand darin, Beardmores Kunden zu umgarnen und seine Berufskollegen in London und Glasgow bei Laune zu halten.
Trotz dieser finanziell gesicherten Anstellung machte Shackleton keinen Hehl aus seinem Ehrgeiz, als Leiter einer eigenen Expedition in die Antarktis zurückzukehren. Beardmore war bereit, ihn bei dieser Unternehmung mit einer Bürgschaft in Höhe von £ 7000 (inflationsbereinigt etwa 1.152.000 Euro) zu unterstützen. Weitere Investoren blieben allerdings vorerst aus. Dennoch wagte es Shackleton, im Februar 1907 seine Pläne der Royal Geographical Society zu präsentieren. Eine detaillierte Veröffentlichung folgte kurz danach im Geographical Journal.

## Nimrod-Expedition (1907–1909)

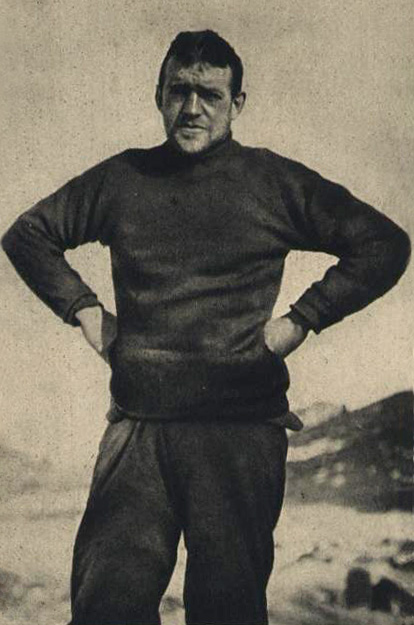
„Der Boss“ Ernest Shackleton am Cape Royds im Februar 1908

Shackletons erste eigene Forschungsreise firmierte unter dem Namen British Antarctic Expedition. Aus wissenschaftlicher Sicht wurde sie zu seiner bedeutendsten Unternehmung. Nie zuvor wurde ein größeres Gebiet des bisher unbekannten antarktischen Festlands erschlossen. Fehlerhafte kartographische Vermessungen der Discovery-Expedition wurden dabei korrigiert. Shackletons leitender Biologe James Murray führte die erste umfassende Studie zu den antarktischen Süßwasserprotozoen und niederen Mehrzellern durch.
Von Beginn an hatte Shackleton mit großen Finanzierungsproblemen zu kämpfen, da zunächst weder die Royal Geographical Society noch die britische Regierung Geld zur Verfügung stellten. Er bemühte sich nach Kräften, neben Beardmore weitere Sponsoren aus seinem wohlhabenden Freundes- und Bekanntenkreis zu finden. Zu ihnen gehörte unter anderen der erst 20-jährige Sir Philip Brocklehurst, der sich seine Teilnahme an der Expedition durch eine Spende von £ 2000 (inflationsbereinigt etwa 329.000 Euro) erkaufte.
Als hauptsächliche Ziele der Reise hatte Shackleton das Erreichen des geographischen und des antarktischen magnetischen Südpols ausgegeben. Wenige Wochen bevor das Expeditionsschiff Nimrod im August 1907 von Cowes zur Fahrt nach Neuseeland aufbrach, trotzte Robert Falcon Scott seinem ehemaligen Untergebenen das Versprechen ab, sich vom McMurdo Sound fernzuhalten, da Scott diese Region für sich als hoheitliches Operationsgebiet für eine weitere eigene Antarktisexpedition beanspruchte. Shackleton erklärte sich widerwillig bereit, sein Winterquartier entweder am Barrier Inlet oder auf der Edward-VII-Halbinsel zu suchen.
Am Neujahrstag 1908 verließ die Nimrod den Hafen von Lyttelton. Um Kohle zu sparen, wurde das Schiff durch den Dampfer Koonya bis zum südlichen Polarkreis geschleppt. Shackleton hatte die Eignergesellschaft der Koonya und die neuseeländische Regierung dazu überreden können, die dafür anfallenden Kosten zu übernehmen.
Am 23. Januar kam die Schelfeisbarriere in Sicht. Gemäß der Vereinbarung mit Scott steuerte die Nimrod den östlichen Abschnitt der Barriere an. Shackleton musste feststellen, dass sich das Barrier Inlet seit den Zeiten der Discovery-Expedition zu einer großen Bucht geweitet hatte, die wegen der dort gesichteten großen Anzahl an Walen Bay of Whales getauft wurde. Aufgrund der angetroffenen instabilen Eisverhältnisse in der Bucht schloss Shackleton die Errichtung des Winterquartiers auf der Schelfeistafel aus. Nachdem auch der Vorstoß zur Edward-VII-Halbinsel durch Treibeismassen verhindert wurde, entschied er sich, entgegen der Vereinbarung mit Scott nun doch zum McMurdo Sound zu fahren. Auch wenn nicht alle Expeditionsteilnehmer der gleichen Meinung waren, so entsprang diese Entscheidung, der späteren Darstellung des Zweiten Offiziers Arthur Edward Harbord folgend, „nur dem gesunden Menschenverstand.“ Scott dagegen sah sich von Shackleton getäuscht und beschimpfte ihn als „berufsmäßigen Lügner“.
Der McMurdo Sound wurde am 29. Januar 1908 erreicht, doch entgegen der eigentlichen Planung konnte die Nimrod wegen dichten Packeises nicht bis zur alten Basis der Discovery-Expedition auf der Hut-Point-Halbinsel vordringen. Stattdessen wurde das Winterquartier weiter nördlich am Cape Royds auf der Westseite der Ross-Insel errichtet. Trotz widriger Bedingungen war die Stimmung unter den Expeditionsteilnehmern sehr gut. Dies lag nicht zuletzt an Shackletons Umgang mit den Männern. Philip Brocklehurst offenbarte viele Jahre später, dass Shackleton die Fähigkeit besaß, „jeden Expeditionsteilnehmer seine Wertschätzung spüren zu lassen. Er sorgte dafür, dass wir uns wichtiger fühlten, als wir eigentlich sein konnten.“

### Zweiter Marsch nach Süden
„Die große Reise nach Süden“, wie Frank Wild den „Angriff“ auf den Südpol bezeichnete, begann am 29. Oktober 1908. Am 9. Januar 1909 erreichten Shackleton, Wild, Jameson Adams und Eric Marshall nach einem mühsamen und gefahrvollen Marsch eine südliche Breite von 88°23′S und stellten damit einen neuen Rekord in der größten Annäherung an einen der beiden geographischen Erdpole auf. Der Südpol war nur noch 180 km von ihnen entfernt, doch schlechte Wetterverhältnisse, schwindende Vorräte, mangelhafte Ausrüstung und zunehmende Erschöpfung machten ein weiteres Vorwärtskommen unmöglich. Shackleton notierte enttäuscht: „Wir haben unser Möglichstes getan. Haben den südlichen Rekord um 366 Meilen und den nördlichen um 77 übertroffen. […] und doch ist das alles nicht der Pol.“

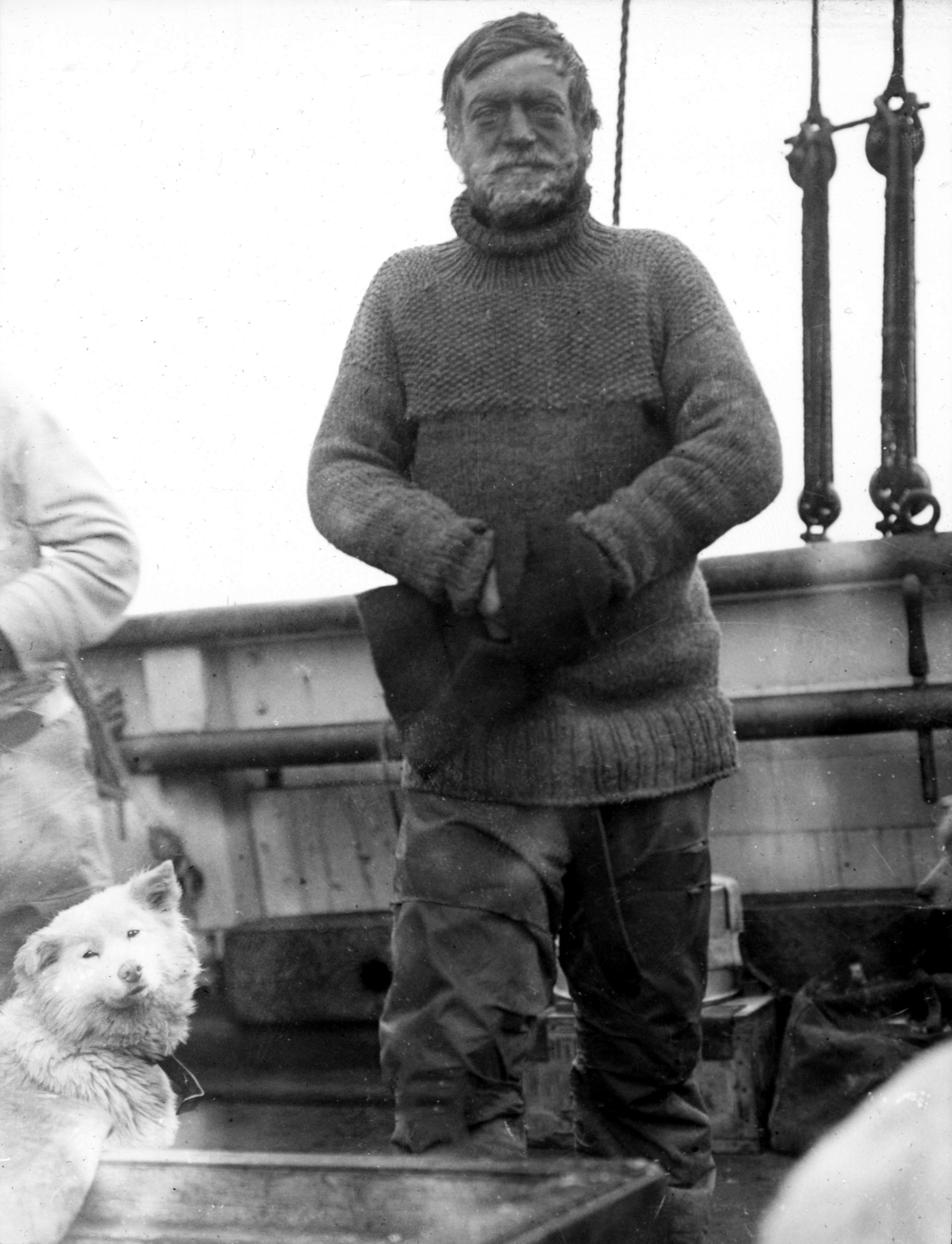
Shackleton nach dem gescheiterten Marsch zum Südpol an Bord der Nimrod (März 1909)

Auf dem Hinweg hatten die vier Männer als erste das Ross-Schelfeis in voller Länge durchquert, den Beardmore-Gletscher entdeckt und waren über diesen als erste auf das zentrale Polarplateau vorgedrungen. Der Rückweg zum McMurdo Sound, auf dem sie gezwungenermaßen größtenteils auf halbe Ration gesetzt waren, wurde zum Wettlauf gegen die Zeit und den Hunger. Am 30. Januar überließ Shackleton dem an Ruhr erkrankten Wild einen eigentlich ihm zugedachten Keks; eine Geste, zu der Wild bemerkte: „Ich nehme an, niemand sonst auf der Welt kann wirklich ermessen, welche Großzügigkeit und Sympathie darin zum Ausdruck kam; ich weiß es, und Gott ist mein Zeuge, dass ich es nie vergessen werde. Mit keinem Geld der Welt hätte man diesen einen Keks kaufen können.“ Die vier Männer erreichten die Hut-Point-Halbinsel Anfang März 1909 gerade noch rechtzeitig, um von der Nimrod aufgenommen zu werden.
Neben dem Südrekord zählte die erstmalige Gipfelbesteigung des Vulkans Mount Erebus zwischen dem 5. und 11. März 1908 zu den Erfolgen der Expedition. Darüber hinaus erreichten die Australier Edgeworth David und Douglas Mawson zusammen mit dem schottischen Arzt Alistair Mackay am 16. Januar 1909 als erste den antarktischen magnetischen Pol bei 72°15′S, 155°16′O im nordöstlichen Viktorialand.
Nach Beendigung der Expedition wurde Shackleton in Großbritannien als Held gefeiert. Die Erlebnisse während dieser Reise veröffentlichte er in dem Buch The Heart of the Antarctic. Seine Frau Emily berichtete später: „Die einzige Erklärung, die er [Shackleton] mir zum Nichterreichen des Südpols gab, war: ‚Ein lebendiger Esel ist besser als ein toter Löwe, nicht wahr?‘, und ich antwortete: ‚Natürlich, Liebling, soweit es mich betrifft.‘“

## Zeit nach der Nimrod-Expedition (1909–1914)

### Verehrung durch die Öffentlichkeit

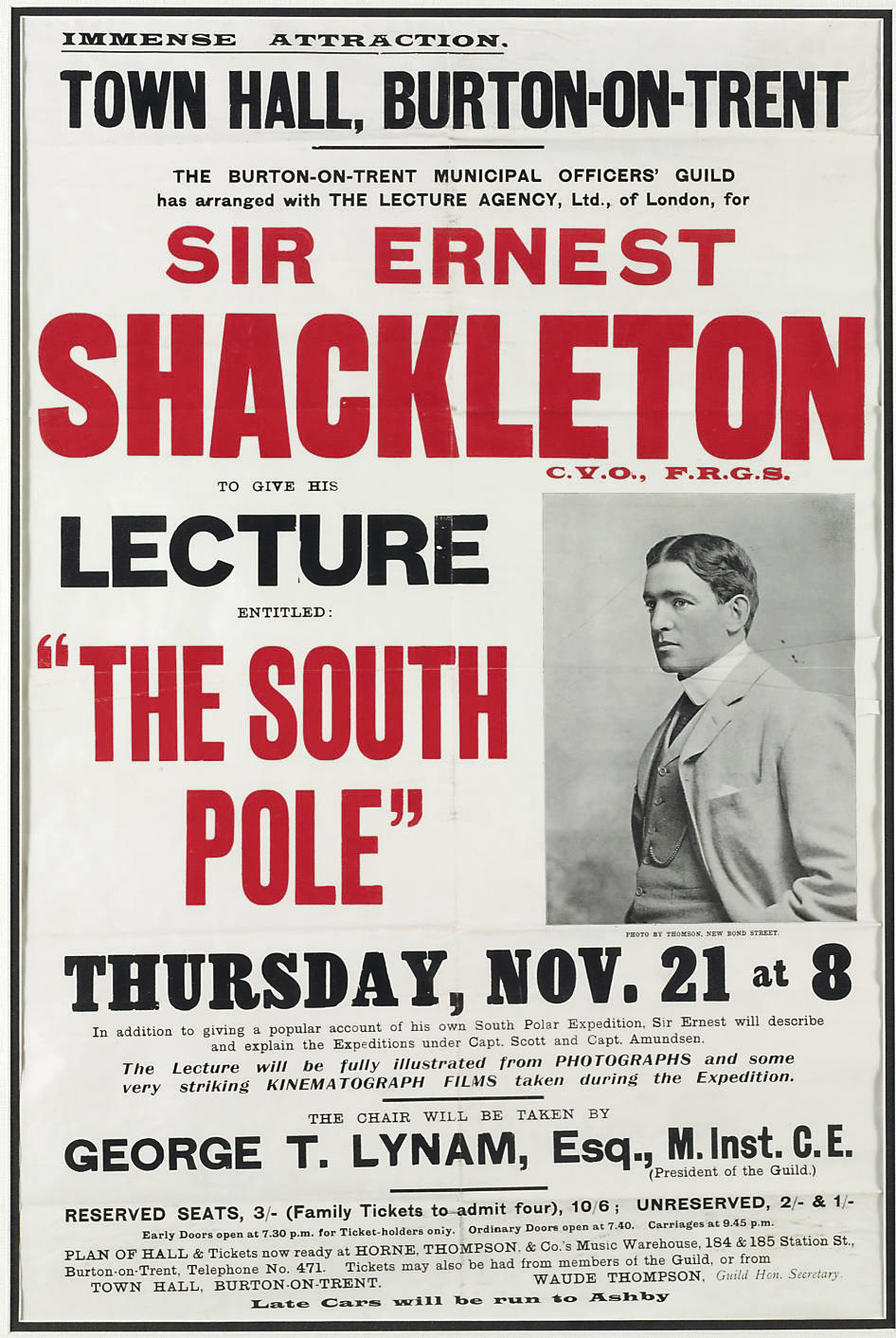
Veranstaltungsplakat zu einem von Shackletons öffentlichen Vorträgen

Nach seiner Rückkehr von der Nimrod-Expedition wurden Shackleton hohe Ehren zuteil. König Edward VII. ernannte ihn am 12. Juli 1909 zum Commander of the Royal Victorian Order und schlug ihn am 13. Dezember desselben Jahres zum Ritter (Knight Bachelor). Die Royal Geographical Society verlieh ihm die Polarmedaille in Gold, jedoch mit dem zuvor herabwürdigenden Hinweis an den Hersteller: „Wir stellen anheim, die Medaille nicht so groß zu machen wie jene, die Capt. Scott verliehen wurde.“ Clements Markham hatte seinen Einfluss bei der Gelehrtengesellschaft geltend gemacht, um Shackleton für dessen gebrochenes Versprechen gegenüber seinem Protegé Scott abzustrafen. Weitere Expeditionsteilnehmer wurden mit einer silbernen Ausführung der Medaille geehrt. Auf besondere Empfehlung des Prince of Wales wurde Shackleton zum „Younger Brother“ der britischen Gesellschaft für Seefahrt und Meereskunde Trinity House ernannt. Auch im Kreis anderer Polarforscher wie Fridtjof Nansen und Roald Amundsen wurde seinen Errungenschaften Respekt und Anerkennung gezollt. Amundsen schrieb überschwänglich: „Die englische Nation hat durch Shackletons Tat in der Antarktisforschung einen Sieg errungen, der nie mehr übertroffen werden kann.“
Abseits der offiziellen Auszeichnungen wurden Shackletons Leistungen von der britischen Öffentlichkeit mit großer Begeisterung aufgenommen. Während des gesamten Sommers 1909 wurde er gefeiert und geehrt, um Vorträge gebeten, zum Essen, Abendgesellschaften und Empfängen eingeladen. Seine Popularität untermauerte er durch sein bescheidenes Auftreten, denn er war ständig bemüht, die Leistungen der anderen Teilnehmer seiner Expedition hervorzuheben. Verschiedene Einzelpersonen und Gruppen versuchten, ihn missbräuchlich als Sprachrohr für ihre Interessen zu vereinnahmen. Dies galt in gewisser Hinsicht auch für die irische Presse. Der in Dublin erscheinende Evening Telegraph titelte: „South Pole Almost Reached By An Irishman“, und auch der Dublin Express schrieb Shackletons Erfolge dessen irischem Erbe zu.
Sehr viel nüchterner fiel dagegen die kaufmännische Bilanz seiner Expedition aus. Die Kosten der Reise betrugen £ 45.000 (inflationsbereinigt etwa 7,3 Mio. Euro), und Shackleton war nicht in der Lage, ausstehende Darlehen und Bürgschaften zurückzuzahlen. Die britische Regierung bewahrte ihn durch einen öffentlichen Zuschuss in Höhe von £ 20.000 (inflationsbereinigt etwa 3,24 Mio. Euro) vor dem unmittelbaren finanziellen Ruin. Es ist jedoch wahrscheinlich, dass zudem ein Teil seiner Schulden zunächst gestundet und schließlich nicht mehr eingefordert wurde.

### Unternehmerische Tätigkeiten und neue Herausforderungen

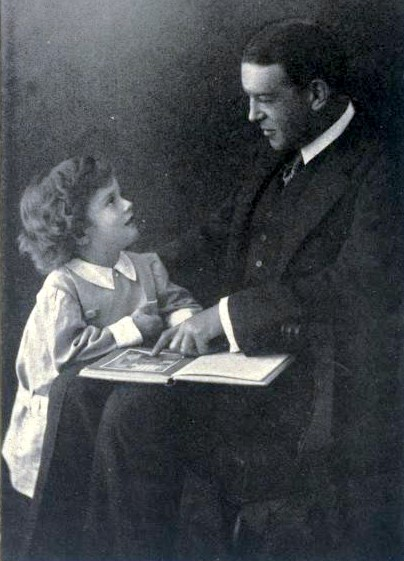
Sir Ernest Shackleton mit seinem dreijährigen Sohn Edward im Jahr 1914

Ab 1910 unternahm Shackleton ausgedehnte Vortragsreisen, absolvierte öffentliche Auftritte und stellte seinen guten Ruf in den Dienst sozialer Projekte. Darüber hinaus versuchte er sich erneut als Geschäftsmann, indem er sich zum Beispiel an einer Tabakfirma und am Verkauf von Sammelbriefmarken mit dem Aufdruck „King Edward VII Land“ in Erinnerung an ein während der Nimrod-Expedition mit Hilfe der neuseeländischen Post im Winterquartier eingerichtetes Postamt beteiligte. Außerdem hoffte er auf Gewinne aus einer Beteiligungskonzession an einer Goldmine in Ungarn. Keine dieser Unternehmungen war ertragreich. Den Lebensunterhalt für seine Familie, die sich durch die Geburt seines zweiten Sohnes Edward im Juli 1911 vergrößerte, bestritt er hauptsächlich durch bezahlte Vorträge. Inzwischen wohnte er mit seiner Frau und den drei Kindern in Sheringham. Die Idee, eine weitere Expedition in die Antarktis zu leiten, hatte Shackleton in jener Zeit aus verschiedenen Gründen aufgegeben. Von unschätzbarem Wert für seinen alten Weggefährten Douglas Mawson war dagegen seine Unterstützung bei der Mittelbeschaffung für die Australisch-Ozeanische Antarktisexpedition (1911–1914).
Die Wiederaufnahme seiner Forschertätigkeit hing vor allem von den Ergebnissen der Terra-Nova-Expedition (1910–1913) seines Kontrahenten Robert Falcon Scott ab. Dessen Expeditionsschiff war im Juli 1910 in Cardiff in See gestochen. Im Frühjahr 1912 erreichte die Welt die Nachricht, dass Roald Amundsen den Südpol erobert hatte. Scotts tragisches Schicksal war zu diesem Zeitpunkt noch nicht bekannt. Shackleton wandte sich einem Projekt zu, das ursprünglich der schottische Antarktisforscher William Speirs Bruce geplant hatte, mangels finanzieller Unterstützung jedoch wieder aufgab: Eine transkontinentale Antarktisdurchquerung von der Küste des Weddell-Meeres über den Südpol hinweg bis zum McMurdo Sound. Bruce zeigte sich erfreut darüber, dass Shackleton seine Pläne übernahm, die sich in zentralen Punkten mit der vom deutschen Forschungsreisenden Wilhelm Filchner im Mai 1911 gestarteten Expedition überschnitten. Im Dezember 1912 erhielt Shackleton die Nachricht, dass Filchner mit seiner Reise gescheitert war. Hierdurch war für ihn der Weg frei für die „letzte große Herausforderung der Antarktisreisen“.

## Endurance-Expedition (1914–1917)

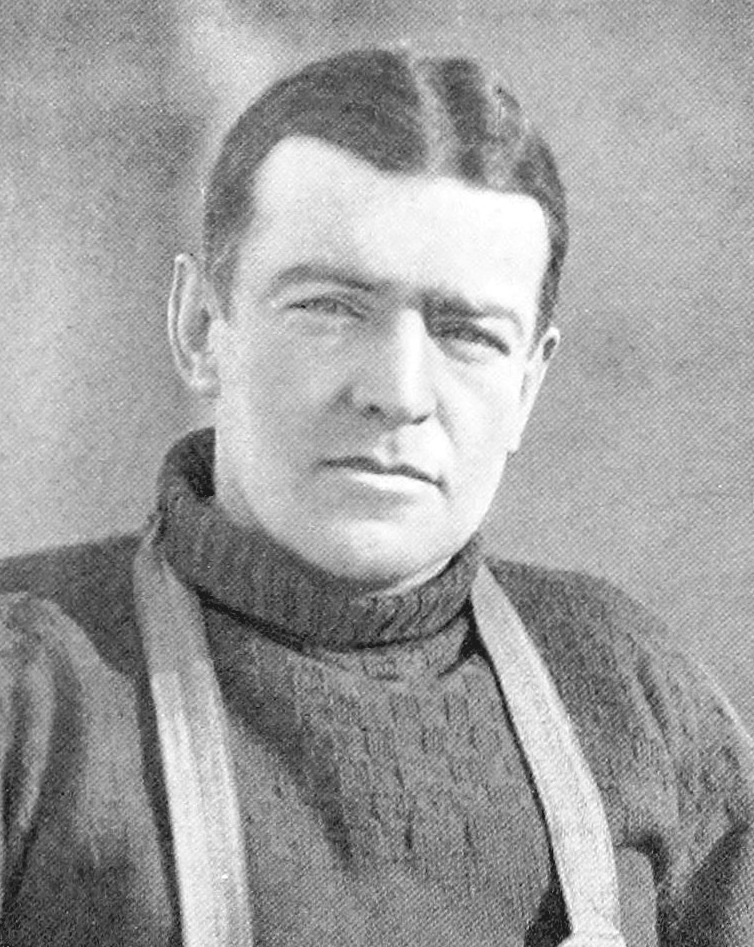
Shackleton an Bord der Endurance (fotografiert von Frank Hurley)

Shackleton betitelte seinen neuerlichen Anlauf zum Südpol selbstbewusst mit Imperial Trans-Antarctic Expedition. Seine Absichten hatte er am 29. Dezember 1913 in einem Brief an die London Times offengelegt. Vorgesehen waren zwei getrennt voneinander vorgehende Mannschaften. Die erste (die sogenannte Weddell Sea Party) unter der Führung Shackletons sollte mit dem Expeditionsschiff Endurance durch das Weddell-Meer bis zur Vahsel-Bucht (77° 49′ S, 35° 7′ W) am Rand des Filchner-Ronne-Schelfeises vordringen, von wo aus ein sechsköpfiges Team zur Durchquerung der Antarktis aufbrechen sollte. Die zweite unter der Leitung von Aeneas Mackintosh sollte mit einem weiteren Schiff, der Aurora, zum McMurdo Sound fahren. Der Auftrag dieser Mannschaft (der sogenannten Ross Sea Party) lautete, über die Länge des Ross-Schelfeises und möglichst bis zur Mündung des Beardmore-Gletschers Depots mit Nahrungsmitteln und Brennstoff anzulegen, die es den von der Vahsel-Bucht kommenden Männern ermöglichen sollte, die Durchquerung des antarktischen Kontinents über eine Gesamtstrecke von etwa 2800 km zu komplettieren.
Anders als bei der Nimrod-Expedition fiel Shackleton das Anwerben von Sponsoren nun verhältnismäßig leicht. Der schottische Unternehmer James Caird (1837–1916) und weitere vermögende Geschäftsleute steuerten Beträge in fünfstelliger Höhe bei. Auch die britische Regierung beteiligte sich mit £ 10.000 (inflationsbereinigt etwa 1,53 Mio. Euro). Trotz der finanziellen Zuwendungen war auch diese Expedition erneut unterfinanziert, womit insbesondere Aeneas Mackintosh bei der Organisation der Ross Sea Party zu kämpfen hatte. Das öffentliche Interesse war enorm. Shackleton erhielt mehr als 5000 Bewerbungen für die Teilnahme an der Expedition. Seine Auswahlkriterien waren mitunter exzentrisch. Im Glauben, dass Charakter und Temperament wichtiger seien als technische Fähigkeiten, stellte er seinen Bewerbern häufig überraschende Fragen. Vom Physiker Reginald James (1891–1964) wollte er beispielsweise wissen, ob dieser singen könne. Bei anderen entschied er sich kurzentschlossen nach dem ersten Eindruck. Außerdem erwartete er von jedem Expeditionsteilnehmer unabhängig von dessen eigentlicher Aufgabe, auch niedere Arbeiten wie das Deckschrubben zu übernehmen.
Am 3. August 1914 trat Großbritannien in den Ersten Weltkrieg ein. Shackleton stellte daraufhin sein Expeditionsschiff Endurance samt Ausrüstung und Mannschaft der britischen Admiralität zur Verfügung. Deren damaliger Erster Lord Winston Churchill gab jedoch die Order aus, die Vorbereitungen zur Expeditionsreise fortzusetzen. So lief die Endurance am 8. August mit Kurs Süd aus dem Hafen von Plymouth aus. Shackleton verließ England am 27. September, um in Buenos Aires zur Mannschaft zu stoßen.

### Untergang derEndurance

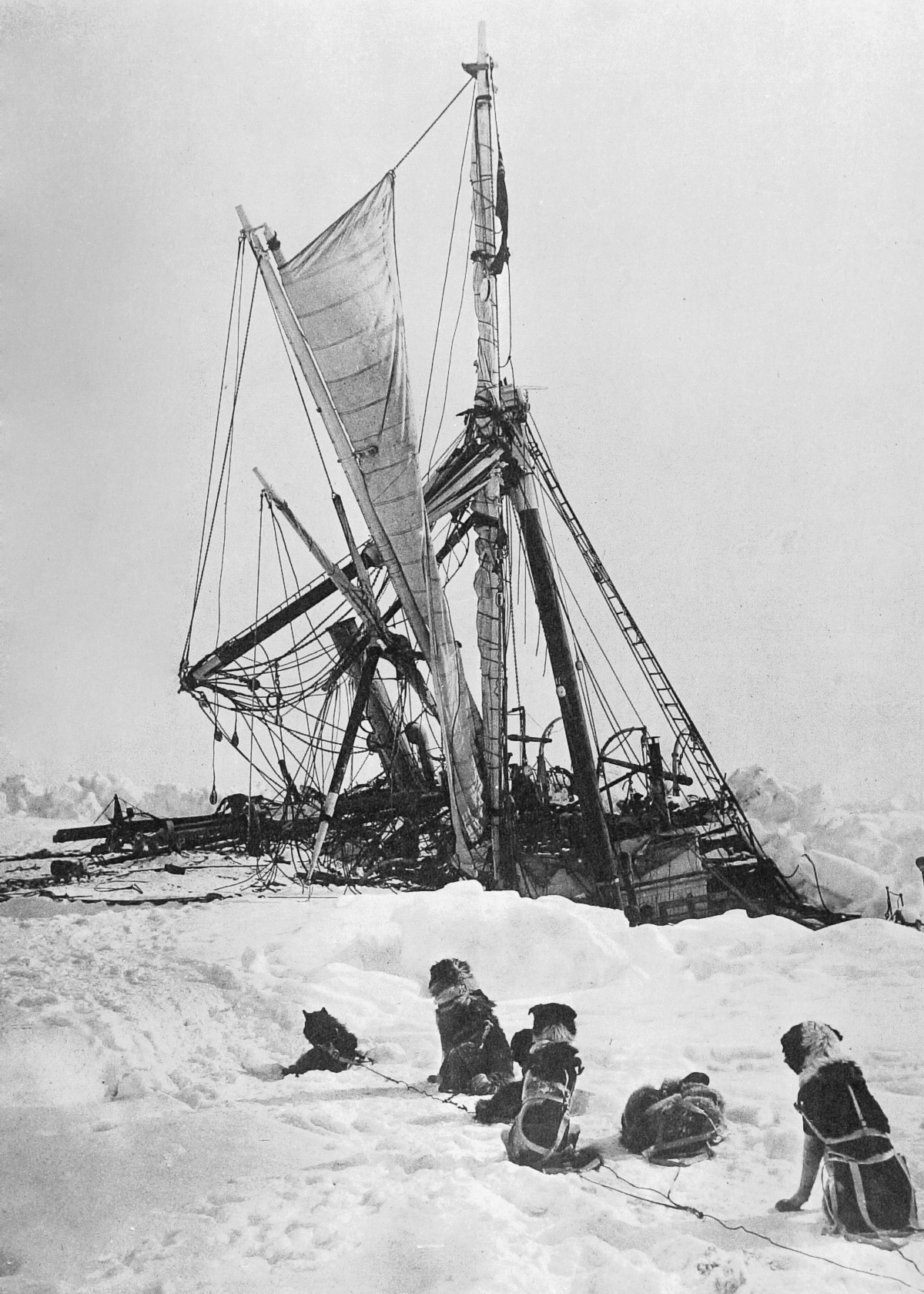
Das sinkende Expeditionsschiff Endurance im November 1915

Die Endurance fuhr am 5. Dezember 1914 von Südgeorgien wie geplant Richtung Süden in das Weddell-Meer. Früher als erwartet stieß man auf Treibeis, welches das weitere Vorwärtskommen behinderte. Am 19. Januar 1915 schließlich war die Endurance südöstlich zur Küste von Prinzregent-Luitpold-Land und in Sichtweite zur Filchner-Ronne-Schelfeistafel komplett von Meereis umschlossen.
Der Zeitplan für das Erreichen der Vahsel-Bucht war nicht mehr einzuhalten. Shackleton entschied deshalb am 24. Februar, das Schiff für eine Überwinterung vorzubereiten. Während der folgenden Monate driftete die Endurance im Meereis gefangen langsam in nordwestliche Richtung. Als im September das Eis aufzubrechen begann, war der Schiffsrumpf den sich durch die Drift auftürmenden Eismassen ausgesetzt. Bis zu diesem Zeitpunkt hatte Shackleton noch immer gehofft, das Schiff käme aus dem Eis frei, um wieder nach Osten in Richtung der Vahsel-Bucht fahren zu können. Am „Schicksalstag“, wie Shackleton den 27. Oktober 1915 später bezeichnete, gab er das Schiff auf. Die Expeditionsteilnehmer verließen die Endurance mit Proviant und Ausrüstung und errichteten auf dem Eis ein Winterquartier (das sogenannte Camp Ocean). Am 21. November sank das vom Eis zerdrückte Schiff.
Etwa zwei Monate lang kampierte die Mannschaft auf einer großen Eisscholle in der Hoffnung, durch die Eisdrift zur rund 400 km entfernten Paulet-Insel zu gelangen, auf der es ein von Otto Nordenskjöld hinterlassenes Lager gab. Nachdem mehrere Versuche, die Insel zu Fuß zu erreichen, gescheitert waren, ließ Shackleton im Vertrauen darauf, dass die Eisdrift sie zu sicherem Land bringen würde, auf einer anderen Eisscholle ein weiteres Quartier (das sogenannte Camp Patience) errichten. Am 17. März 1916 waren sie bis auf 97 km an die Pauletinsel herangekommen, doch sie konnten sie aufgrund unüberwindbarer Eismassen nicht erreichen. Am 9. April brach ihre Eisscholle auseinander. Shackleton entschied daraufhin, in den drei mitgeführten Rettungsbooten das nächstgelegene Land anzusteuern. Einmal mehr beeindruckte er dabei durch seine Selbstlosigkeit. Er überließ Frank Hurley seine Handschuhe, nachdem dessen eigene bei der Bootsfahrt verlorengegangen waren. Als Konsequenz litt Shackleton unter Erfrierungen an seinen Fingern. Nach fünf qualvollen Tagen erreichten die 28 völlig erschöpften Männer schließlich Elephant Island. Dies war das erste Mal nach 497 Tagen auf See und Meereis, dass sie wieder festen Boden unter den Füßen hatten.

### Im Beiboot nach Südgeorgien

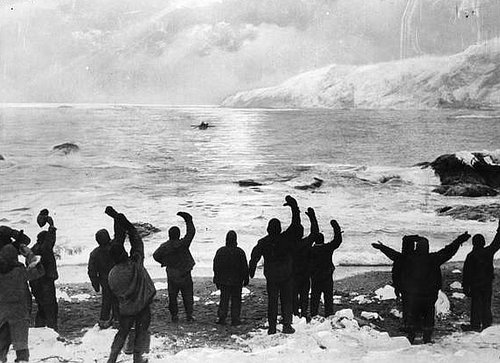
Abfahrt von Elephant Island in der James Caird

Elephant Island war wenig einladend und lag abseits der bekannten Schiffsrouten. Folglich entschied Shackleton, eine Seereise über 800 Seemeilen (etwa 1500 km) im offenen Boot zu den Walfangstationen in Südgeorgien zu wagen, um Hilfe zu holen. Nach Beratungen mit seinem Stellvertreter Frank Wild wählte er das Rettungsboot James Caird, das vom Schiffszimmermann Harry McNish für die Fahrt vorbereitet wurde. Shackleton wurde von Kapitän Frank Worsley, Tom Crean, den Matrosen John Vincent (1879–1941) und Timothy McCarthy (1888–1917) sowie McNish begleitet. Letzterer hatte sich nach dem Untergang der Endurance zeitweilig den Befehlen Shackletons widersetzt. Obwohl Shackleton ihn hierfür später von der Auszeichnung mit der Polar-Medaille ausschloss, wollte er an dieser Stelle nicht auf die Fähigkeiten des eigenwilligen Schotten verzichten.
Die Crew der James Caird nahm Verpflegung für maximal vier Wochen mit, da Shackleton davon ausging, in dieser Zeit entweder Südgeorgien zu erreichen oder zugrunde zu gehen. Am Ostermontag, dem 24. April 1916, stachen die sechs Männer in See. In den folgenden 15 Tagen segelten sie in ihrem kleinen Boot, das ständig Gefahr lief zu kentern, ostwärts durch den aufgepeitschten Südatlantik. Dank Worsleys Navigationskünsten kam die Küste Südgeorgiens am 8. Mai in Sicht, doch eine Anlandung wurde durch Sturm und starken Seegang zunächst verhindert. Schließlich erreichten sie die King Haakon Bay auf der menschenleeren Südseite der Insel. Nach einigen Tagen der Erholung entschied Shackleton, keinen weiteren Versuch zu wagen, im Boot zu den Walfangstationen im Norden zu gelangen. Stattdessen plante er, eine Querung Südgeorgiens auf einer Route zu riskieren, die nie zuvor begangen worden war. Ohne McNish, Vincent und McCarthy machte er sich mit Crean und Worsley vom Lagerplatz an der Cave Cove auf den Weg, um am 20. Mai 1916 nach 36 Stunden über das zentrale Gebirge die Walfangstation in Stromness zu erreichen.
Der Erste, der den Marsch von Shackleton, Worsley und Crean wiederholte, war im Oktober 1955 der britische Forscher Verner Duncan Carse (1913–2004). In Erinnerung an die Leistung der Erstbegeher schrieb er: „Ich weiß nicht, wie sie es geschafft haben, nur, dass sie es schafften – drei Männer des Heldenzeitalters der Polarforschung mit einem 50 Fuß langen Seil zwischen ihnen – und das Beil des Zimmermanns.“

### Rettung der Männer auf Elephant Island

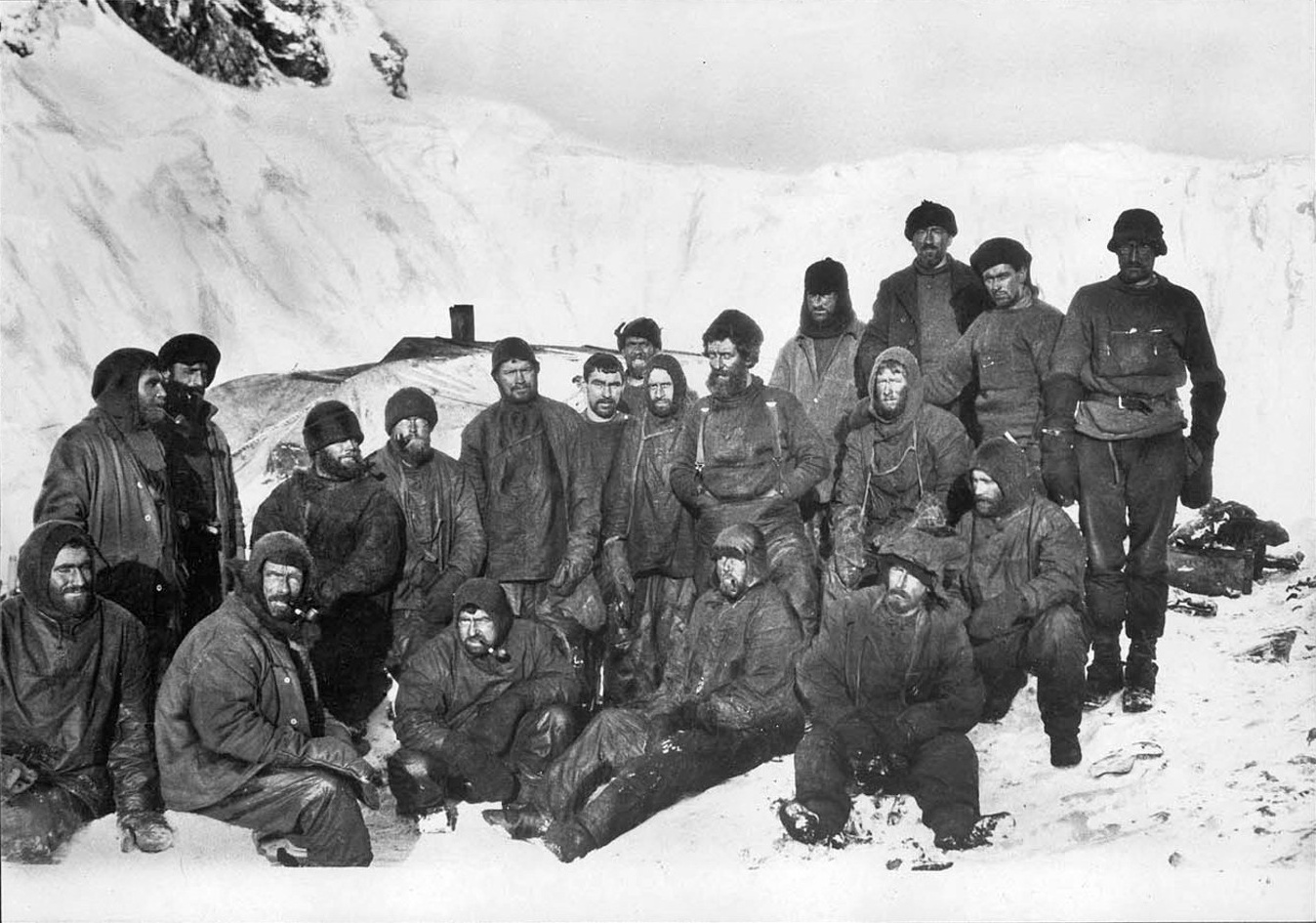
Die auf Elephant Island gestrandeten Expeditionsteilnehmer (es fehlen Frank Hurley und Perce Blackborow)

Unmittelbar nach der eigenen Rettung sandte Shackleton ein Schiff aus, das McNish, Vincent und McCarthy in der King-Haakon-Bay aufnahm. Währenddessen bemühte er sich um die Organisation zur Rettung der auf Elephant Island gestrandeten Männer. Die ersten drei Anläufe wurden durch schwierige Eisverhältnisse vereitelt. Schließlich wandte er sich an die chilenische Regierung, die ihm den Schlepper Yelcho unter dem Kommando von Luis Pardo zur Verfügung stellte. Die Yelcho erreichte Elephant Island am 30. August 1916 und konnte alle 22 verbliebenen Expeditionsteilnehmer der Weddell Sea Party wohlbehalten an Bord nehmen.
Das Schicksal der Ross Sea Party war weniger glücklich. Die Gruppe um Aeneas Mackintosh war am Cape Evans gestrandet, nachdem das Expeditionsschiff Aurora im Sturm vom Anker losgerissen wurde und abtrieb. Die an Bord verbliebene Mannschaft fuhr nach Neuseeland zurück, da eine Rückkehr zur Ross-Insel wegen einer beschädigten Ruderanlage und aufgrund des einsetzenden Winters nicht möglich war. Im Dezember 1916 ging Shackleton in Neuseeland an Bord, um sich an der Rettung der in der Antarktis verbliebenen Männer zu beteiligen. Trotz großer Entbehrungen hatte die Ross Sea Party ihre Aufgaben beim Anlegen der nun nicht mehr gebrauchten Depots erfüllt. Als die Aurora am 10. Januar 1917 Cape Evans erreichte, musste Shackleton erfahren, dass Mackintosh, Arnold Spencer-Smith und Victor Hayward (1888–1916) dabei ums Leben gekommen waren.

## Teilnahme am Ersten Weltkrieg und Nachkriegszeit (1917–1920)

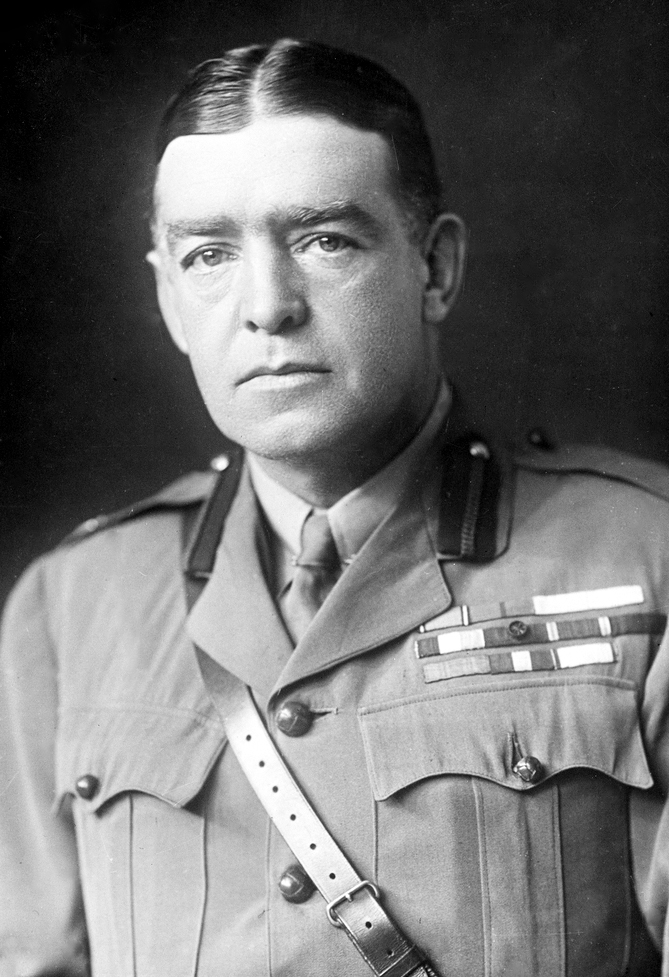
Major Ernest Shackleton

Shackleton kehrte nach Vorträgen über die Endurance-Expedition in Australien und den USA im Mai 1917 nach England zurück. Er litt zu diesem Zeitpunkt bereits an einer Herzschwäche, deren Ursache vermutlich eine körperliche Überanstrengung durch die Strapazen seiner Expeditionen war. Außerdem begann er, sich zunehmend zu betrinken. Mit inzwischen 43 Jahren war er eigentlich schon zu alt für den Militärdienst. Dennoch folgte er dem Beispiel seiner Kameraden auf der Endurance-Expedition und meldete sich als Kriegsfreiwilliger für den Fronteinsatz in Frankreich. Stattdessen reiste er zunächst im Oktober 1917 im diplomatischen Auftrag des damaligen britischen Informationsministers Edward Carson nach Buenos Aires, um die chilenische und argentinische Regierung zum Kriegseintritt ihrer Länder auf Seiten der Alliierten zu bewegen. Von dieser erfolglosen Mission kehrte er im April 1918 zurück.
Im Auftrag der Northern Exploration Company begab er sich danach auf eine Reise zur Erkundung der Bergbaubedingungen auf Spitzbergen. Hinter dieser Scheinfirma verbarg sich das Kriegsministerium, das mit Shackletons Hilfe beabsichtigte, auf den staatenlosen, aber vom neutralen Norwegen beanspruchten Inseln eine Militärbasis zu errichten.
Auf dem Weg dorthin erkrankte Shackleton in Tromsø, vermutlich an einem leichten Herzinfarkt. Jedenfalls zwang ihn die Erkrankung zur Rückkehr nach England, wo er im Juli 1918 in den temporären Rang eines Majors befördert und Ende August 1918 zu den britischen Interventionstruppen in Nordrussland geschickt wurde, die sich seit dem Juni 1918 auf Seiten der Weißen am Russischen Bürgerkrieg beteiligten. Er war verantwortlich für die Arktisausrüstung und den Materialtransport nach Murmansk. Mit dem Waffenstillstand von Compiègne endete der Erste Weltkrieg am 11. November 1918 de facto. Shackleton kehrte im März 1919 nach Hause zurück. Er plante eine Fortsetzung seiner Aktivitäten in Nordrussland, diesmal zur wirtschaftlichen Förderung der Region. Zu diesem Zweck begab er sich auf die Suche nach weiteren Investoren, doch alle Planungen kamen nach dem militärischen Sieg der Bolschewiki zum Erliegen. Shackleton begab sich daraufhin erneut auf Vortragsreisen, und im Dezember 1919 wurde sein Buch zur Endurance-Expedition mit dem Titel South veröffentlicht. Für seine militärischen Verdienste in Nordrussland wurde Shackleton als Officer des Order of the British Empire ausgezeichnet.

## Quest-Expedition und Tod (1920–1922)
Siehe Hauptartikel: Quest-Expedition und deren Mannschaftsliste

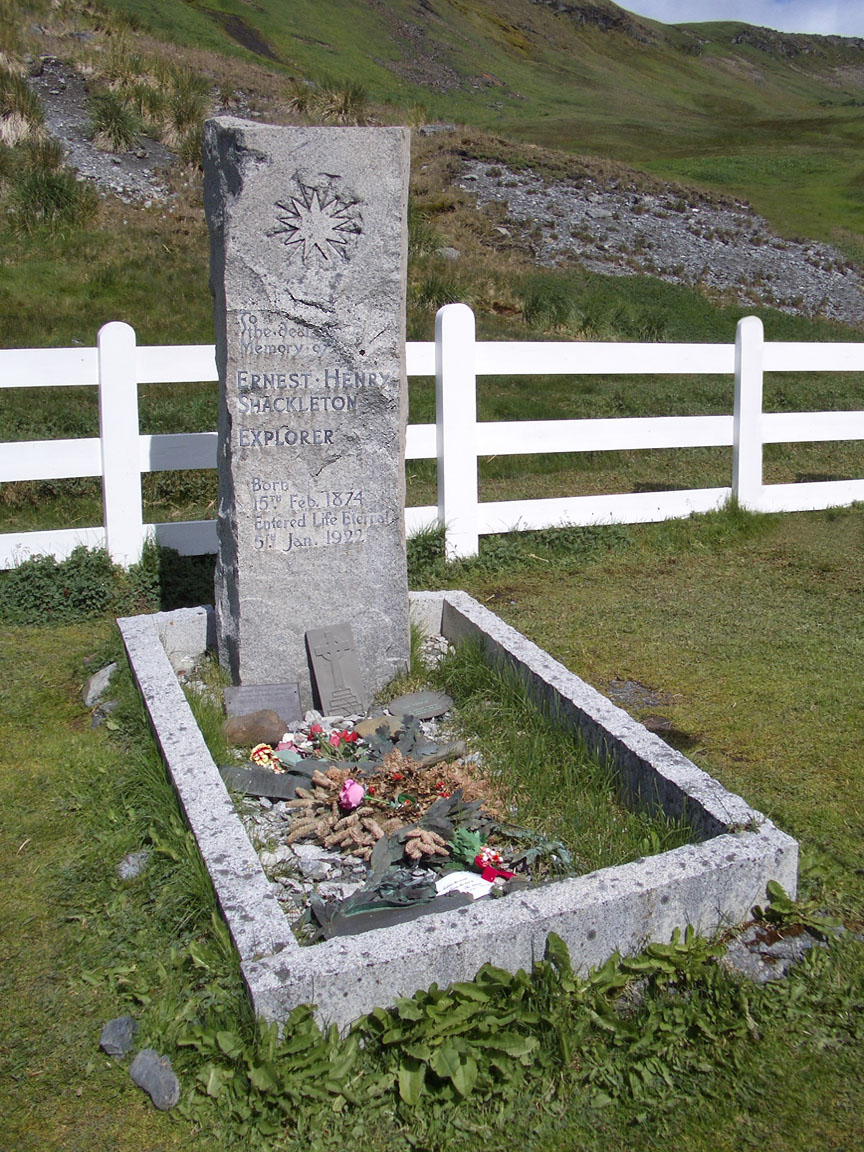
Shackletons Grab in Grytviken (Südgeorgien)

Im Laufe des Jahres 1920 begann Shackleton, zunehmend ermüdet von seiner Vortragstätigkeit, die Möglichkeiten zu einer dritten eigenen Expedition auszuloten. Er dachte ernsthaft über eine Unternehmung in die damals noch weitgehend unerforschte Beaufortsee nach und weckte hierfür auch das Interesse der kanadischen Regierung. Mit Geld, das ihm sein Schulfreund John Quiller Rowett (1874–1924) zur Verfügung stellte, kaufte er den norwegischen Robbenfänger Foca I, den er in Quest umbenannte. Aus Gründen, die er nicht öffentlich machte, änderte Shackleton seine Absicht, in die Arktis zu reisen, und plante stattdessen eine „ozeanographische und sub-antarktische Expedition“. Der genaue Zweck dieser Reise blieb verborgen. Shackleton nannte die Umrundung des antarktischen Kontinents und die Suche nach „verschollenen“ sub-antarktischen Inseln als Ziele. Rowett erklärte sich bereit, die gesamte Expedition zu finanzieren, die seither offiziell als Shackleton-Rowett Expedition bezeichnet wurde und England am 24. September 1921 verließ.
Shackleton hatte einigen seiner früheren Begleiter der Nimrod- und Endurance-Expeditionen die versprochenen Prämien nicht ausbezahlt. Dennoch hielten viele von ihnen ihrem „Boss“, wie sie Shackleton nannten, die Treue und nahmen auch an dieser Reise teil. Als das Expeditionsschiff Rio de Janeiro erreichte, erlitt Shackleton vermutlich einen Herzinfarkt. Er verweigerte eine eingehende medizinische Untersuchung und Behandlung, so dass die Quest ihre Fahrt fortsetzte und am 4. Januar 1922 in den Hafen von Grytviken (Südgeorgien) einlief. In der Nacht rief Shackleton den Schiffsarzt Alexander Macklin (1889–1967) zu sich, weil er sich unwohl fühlte und an Rückenschmerzen litt. Nach Macklins eigener Darstellung habe er Shackleton gesagt, dieser sei überarbeitet und solle ein geregelteres Leben führen. Shackleton habe ihn gefragt: „Sie wollen immer, dass ich Dinge aufgebe. Was sollte ich denn aufgeben?“, woraufhin Macklin antwortete: „Hauptsächlich den Alkohol, Boss.“ Nur kurze Zeit später, etwa gegen 3:30 Uhr (nach anderer Überlieferung um 2:50 Uhr) am Morgen des 5. Januar 1922, erlitt Shackleton einen tödlichen Herzinfarkt.
Macklin stellte bei der Autopsie des Leichnams als Todesursache eine Arteriosklerose in den Koronargefäßen fest, die sich durch Shackletons angegriffenen Allgemeinzustand verschlimmert habe. Leonard Hussey, wie Macklin ein Veteran der Endurance-Expedition, erklärte sich bereit, die Überführung des Leichnams nach Großbritannien zu begleiten. In Montevideo erreichte ihn die Nachricht von Shackletons Frau Emily, man möge ihren Mann in Südgeorgien bestatten. Hussey kehrte mit dem Sarg auf dem Dampfer Woodville nach Grytviken zurück, wo Shackleton am 5. März nach einer kurzen Andacht in der örtlichen lutherischen Kirche auf dem benachbarten Friedhof beigesetzt wurde. In Macklins Tagebuch findet sich am 4. Mai 1922 der Eintrag: „[Ich] denke, das ist es, was ‚der Boss‘ für sich selbst gewollt hätte. Allein auf einer Insel und fernab der Zivilisation, umgeben von der stürmisch tobenden See in der Nähe einer seiner größten Heldentaten.“ Da die Quest Grytviken bereits verlassen hatte, war Hussey neben einigen norwegischen Seeleuten der einzige von Shackletons Gefährten, der der Zeremonie beiwohnte.

## Nachwirkungen

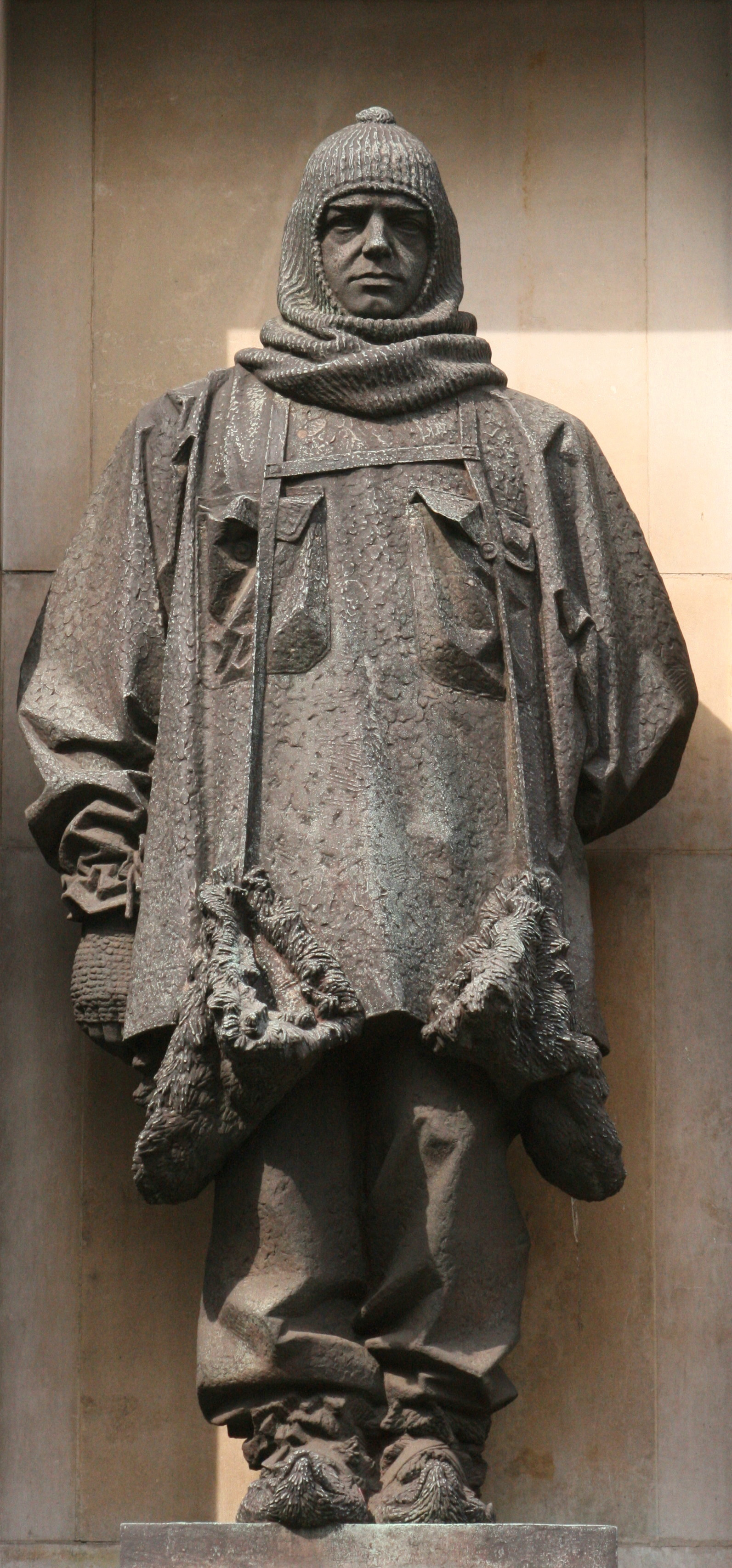
Shackletons Statue am Hauptgebäude der Royal Geographical Society in Kensington

Noch vor der Überführung von Shackletons Leichnam nach Südgeorgien wurde er in der Kirche zur Heiligen Dreifaltigkeit von Montevideo aufgebahrt und mit vollen militärischen Ehren verabschiedet. Zudem fand am 2. März 1922 im Beisein von König Georg V. und weiterer Angehöriger der Königsfamilie ein Gedenkgottesdienst in der St Paul’s Cathedral statt. Innerhalb des nächsten Jahres veröffentlichte sein Freund Hugh Robert Mill (1861–1950) die erste Biographie mit dem Titel The Life of Sir Ernest Shackleton. Erlöse aus dem Verkauf dieses Buches kamen Shackletons Familie zugute, denn er hinterließ Schulden in Höhe von etwa £ 40.000 (inflationsbereinigt etwa 3,4 Mio. Euro). Zudem wurde eine Gedenkstiftung ins Leben gerufen, um die Ausbildung seiner Kinder finanzieren zu können.
In den folgenden Jahrzehnten wurde Shackletons Popularität durch diejenige seines Rivalen Captain Scott überstrahlt. Allein in Großbritannien wurden für diesen mehr als 30 Denkmäler, Statuen und sogar Kirchenfenster angefertigt. Erst 1932 enthüllte man auch für Shackleton ein von Edwin Lutyens entworfenes Denkmal an der Fassade des Gebäudes der Royal Geographical Society in Kensington, doch darüber hinaus gab es nur wenige andere öffentliche Gedenkveranstaltungen. Die Presse interessierte sich mehr für den auf tragische Weise während des Rückwegs vom Südpol zu Tode gekommenen Scott. Ein vierzigseitiges Heft im Rahmen der Serie Great Exploits (zu deutsch: Große Heldentaten) aus dem Verlag Oxford University Press von 1943 blieb bis weit in die 1950er Jahre hinein das einzig vorhandene Druckerzeugnis über Shackleton neben Mills Biographie.
Im Jahr 1957 veröffentlichten Margery (1913–1992) und James Fisher (1912–1970) eine vielbeachtete Biographie unter dem Titel Shackleton, und im Jahre 1959 folgte Alfred Lansing (1921–1975) mit seinem Buch Endurance: Shackleton’s Incredible Voyage. Diese waren die ersten einer ganzen Reihe von Büchern, die Shackleton in einem überaus positiven Licht erscheinen ließen. Gleichzeitig veränderte sich allmählich die Sichtweise auf Scott, die in Roland Huntfords 1979 erschienenem Buch Scott and Amundsen in einer vernichtenden Abrechnung gipfelte. Diese negative Darstellung Scotts wurde allgemein akzeptiert, da der Heldentypus, wie ihn Scott verkörperte, dem veränderten kulturellen Werteverständnis des ausgehenden 20. Jahrhunderts zum Opfer fiel. Innerhalb weniger Jahre hatte Shackleton im öffentlichen Ansehen Scott überflügelt. So wurde Shackleton in der von der BBC produzierten Sendung 100 Greatest Britons (zu deutsch: Die 100 größten Briten) im Jahre 2002 auf Platz 11 gewählt. Scott landete dagegen nur auf Platz 54.
Zu Beginn des neuen Jahrtausends wurden Shackletons Fähigkeiten, in einer vermeintlich ausweglosen Situation seine Untergebenen zu Höchstleistungen zu motivieren, auch von Managementratgebern entdeckt, die sich mit seinen Führungsqualitäten und der Übertragung auf den Berufsalltag auseinandersetzen (siehe Coaching). Bereits rund ein halbes Jahrhundert zuvor bezeichnete Jameson Adams, der stellvertretende Leiter der Nimrod-Expedition, Shackleton als den „ohne Einschränkung bedeutendste[n] Führer, der jemals über Gottes Erde wandelte.“ An Universitäten in Großbritannien und den USA wurden Shackletons Führungsmethoden zum Inhalt betriebswirtschaftlicher Seminare. Ferner gibt es inzwischen zahlreiche reformpädagogische Schulen (sogenannte Shackleton Schools) nach dem Vorbild des Outward Bound, in denen die Shackleton zugemessenen Charaktereigenschaften wie Standhaftigkeit, Verantwortungsbewusstsein und Kreativität im Rahmen eines erlebnispädagogischen Unterrichts vermittelt werden.
Shackletons Traum von einer transkontinentalen Durchquerung der Antarktis erfüllte sich rund 40 Jahre später durch den Everestbezwinger Edmund Hillary und den englischen Polarforscher Vivian Fuchs bei der Commonwealth Trans-Antarctic Expedition (1955–1958). Ranulph Fiennes wiederholte dies im Rahmen der Transglobe Expedition (1980–1981). Beide Expeditionen fanden unter enormem technischen Aufwand statt. Im Jahr 1989/1990 durchquerten Reinhold Messner und Arved Fuchs die Antarktis erstmals im klassischen Stil, gefolgt von der ersten Solodurchquerung durch den Norweger Børge Ousland zum Jahreswechsel 1996/97. Arved Fuchs wiederholte im Jahr 2000 außerdem Shackletons Bootsfahrt von Elephant Island nach Südgeorgien in einem Nachbau der James Caird, allerdings unter Zuhilfenahme moderner Navigations- und Kommunikationstechnik. Ferner unternahm er bei derselben Expedition den Marsch von Shackleton, Worsley und Crean durch Südgeorgien. Zum Jahreswechsel 2008/2009 fand unter der Leitung von Henry Worsley (1960–2016), ein Nachkomme von Kapitän Frank Worsley, die Shackleton Centenary Expedition statt, bei der auf den Spuren der Nimrod-Expedition der historische Marsch Richtung Südpol wiederholt und die damals noch fehlenden 97 Meilen komplettiert wurden. Worsley starb am 24. Januar 2016 in einem Krankenhaus im chilenischen Punta Arenas an den Folgen einer Peritonitis, nachdem er wenige Tage zuvor seinen Versuch, die Antarktis allein und ohne zusätzliche Hilfe zu durchqueren, wegen Dehydrierung 48 km vor Erreichen des Ziels per Notruf und anschließender Bergung hatte abbrechen müssen.
Am 20. November 1998 wurde am Scott Polar Research Institute (SPRI) der Universität Cambridge die Shackleton Memorial Library eröffnet, in der Originaldokumente zu Shackletons Forschungsreisen archiviert sind. Im kulturhistorischen Museum von Athy, unweit seines Geburtsortes, wird seit 2001 im Rahmen einer alljährlich im Herbst stattfindenden Veranstaltung an Ernest Shackleton und seine Verdienste um die Polarforschung erinnert. Bei Polarkreuzfahrten zur Antarktischen Halbinsel und nach Südgeorgien gehören Besuche von Point Wild auf Elephant Island und an Shackletons Grab inzwischen zum Pflichtprogramm. Der Erhalt der am Cape Royds während der Nimrod-Expedition errichteten Hütte, die in Neuseeland als internationales Kulturerbe angesehen wird, liegt in den Händen des New Zealand Antarctic Heritage Trust. Am 5. März 2022, dem 100. Jahrestag der Beerdigung Shackletons, entdeckte ein Team um den britischen Unterwasserarchäologen Mensun Bound (* 1953) das Wrack seines Expeditionsschiffs Endurance (siehe dazu Endurance22). Am 9. Juni 2024, im Jahr von Shackletons 150. Geburtstag, fand ein Team der Royal Canadian Geographical Society vor der Küste Labradors das gleichfalls gut erhaltene Wrack der Quest.
Shackletons Tod markiert den Endpunkt des sogenannten Goldenen Zeitalters der Antarktisforschung, einer Epoche von Entdeckungsreisen zur naturwissenschaftlichen und geographischen Erforschung des noch weitgehend unbekannten antarktischen Kontinents ohne moderne Hilfsmittel. Im Vorwort seines Buches The Worst Journey in the World hob der Polarforscher Apsley Cherry-Garrard die Bedeutung ihrer Hauptfiguren wie folgt heraus: „Gebt mir Scott als wissenschaftlich-geografischen Expeditionsleiter, […] gebt mir Amundsen für eine rasche und effiziente Polarexpedition, aber gebt mir Shackleton, wenn sich das Schicksal gegen mich verschworen zu haben scheint und ich einen Ausweg suche.“

## Wissenswertes

### Auszeichnungen
Für seine Verdienste um die Erforschung der Antarktis erhielt Shackleton zahlreiche Auszeichnungen und Ehrenmitgliedschaften im In- und Ausland. Am 28. Juni 1909 nahm er im Anschluss an die Nimrod-Expedition in der Royal Albert Hall die Polarmedaille in Gold aus den Händen des Prince of Wales entgegen und am 13. Dezember 1909 wurde er von König Edward VII. durch Ritterschlag als Knight Bachelor in den persönlichen Adelsstand erhoben. Darüber hinaus war Shackleton Träger folgender Orden:
- Lieutenant des Royal Victorian Order (Großbritannien, 1907)[194]
- Commander des Royal Victorian Order (Großbritannien, 1909)[195]
- Ritter des Nordstern-Orden (Schweden, 1909)
- Ritter des Dannebrog-Orden (Dänemark, 1909)
- Ritter des Sankt-Olav-Orden (Norwegen, 1909)
- Offizier der Ehrenlegion (Frankreich, 1909)
- Orden der Heiligen Anna, dritter Klasse (Russland, 1910)
- Ritter des Orden der Krone von Italien (Italien, 1910)
- Preußischer Kronenorden, dritter Klasse (Deutschland, 1911)
- Offizier des Orden al Mérito (Chile, 1916)
- Officer des Order of the British Empire, militärische Abteilung (Großbritannien, 1919)[196]

Am 9. Juli 1901 wurde Shackleton in den Bund der Freimaurer aufgenommen. Seine Loge war die Navy Lodge No. 2616 der Vereinigten Großloge von England.
Im Juni 1914 verlieh ihm die Universität Glasgow die Ehrendoktorwürde (engl. honorary degree of LL.D.).

### Namensgeber für geographische und andere Objekte

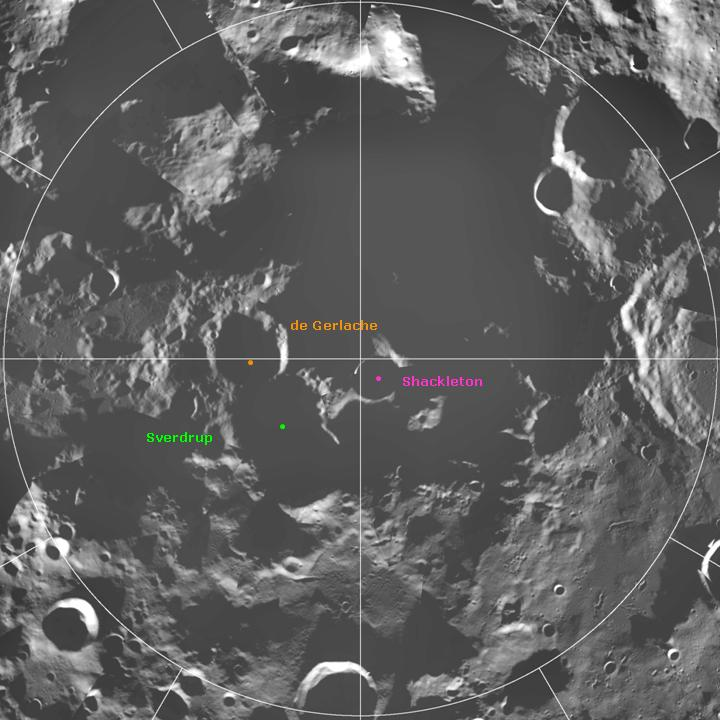
Der Shackleton-Krater am Südpol des Mondes (Aufnahme der Sonde Clementine von 1994)

- Robert Falcon Scott benannte ein vergletschertes Tal im Transantarktischen Gebirge, das den Umkehrpunkt des Marsches nach Süden während der Discovery-Expedition (1901–1904) darstellte, Shackleton Inlet.[199][200]
- Der französische Polarforscher Jean-Baptiste Charcot benannte im Zuge der Fünften Französischen Antarktisexpedition (1908–1910) einen Berg an der Westküste der antarktischen Halbinsel als Mount Shackleton[201]. Denselben Namen tragen auch zwei Gipfel in British Columbia[202] und Western Australia.
- Bei seiner australischen Antarktis-Expedition (1911–1914) benannte Douglas Mawson eine Eistafel im östlichen Teil der Antarktis Shackleton-Schelfeis.[203][204] Eine besondere Ironie des Schicksals ist es, dass gemäß kartografischer Studien sowjetischer Wissenschaftler von 1956 der östlich gelegene Scott-Gletscher ein Teil des Shackleton-Schelfeises ist. Ferner trug einer von Mawsons Schlittenhunden den Namen „Shackleton“. Dieser verunglückte tödlich zusammen mit fünf weiteren Hunden und dem Polarforscher Belgrave Ninnis beim Sturz in eine Gletscherspalte am 14. Dezember 1912.[205]
- Der Shackleton Bjerg in Ostgrönland wurde 1926 von James Wordie benannt, einem Teilnehmer an der Endurance-Expedition.[206]
- Ein vom United States Antarctic Program (1939–1941) unter der Leitung von Richard E. Byrd im Königin-Maud-Gebirge entdeckter Gletscher trägt seither den Namen Shackleton-Gletscher.[207] Dieser wird inzwischen anstelle des 50 km weiter westlich gelegenen Beardmore-Gletscher als Aufstiegsroute zum Polarplateau genutzt.
- Ein während der Commonwealth Trans-Antarctic Expedition 1956 entdecktes Gebirge südöstlich des Filchner-Ronne-Schelfeises trägt den Namen Shackleton Range.[208]
- Seit 1961 ist Shackleton Namensgeber für die Shackleton-Küste am Südrand des Ross-Schelfeises, seit 1987 für die Shackleton Fracture Zone im Südlichen Ozean.
- Auf Südgeorgien tragen seit 1957 der Gebirgspass Shackleton Gap und seit 1991 das Shackleton Valley seinen Namen.
- Auch der Krater Shackleton am Südpol des Mondes und der Asteroid (289586) Shackleton sind nach ihm benannt.
- Shackleton ist ferner Namensgeber für den am Graphite Peak in der antarktischen Ross Dependency entdeckten Archosauriers Antarctanax shackletoni.[A 22]
- Nach Shackleton wurde der von 1951 bis 1991 in den Diensten der Royal Air Force stehende Seeaufklärer Typ Avro 696 benannt.

Eine vollständige Übersicht nach Shackleton benannter Orte und solcher, die mit ihm in Verbindung stehen, ist im Low-Lattitude Antarctic Gazetteer – Series 2 und auf der Webseite GeoNames.com zu finden.

### Shackleton in Lyrik und Prosa
- Der Gewaltmarsch über das südgeorgische Gebirge hinweg nach der körperlich und seelisch zermürbenden Fahrt im Rettungsboot im Rahmen der Endurance-Expedition inspirierten den amerikanisch-britischen Lyriker T. S. Eliot zu einer Strophe seines Gedichtes The Waste Land (zu deutsch: Das wüste Land):[211]

„Who is the third who walks always beside you?

„Wer ist der Dritte, der stets neben Dir geht?

When I count, there are only you and I together

Wenn ich zähle, sind es nur Du und ich zusammen.

But when I look ahead up the white road

Doch wenn ich nach vorne die weiße Straße entlang schaue,

There is always another one walking beside you

geht immer noch jemand anderer neben Dir,

Gliding wrapt in a brown mantle, hooded

gleitend, in einen braunen Mantel gehüllt, vermummt.

I do not know whether a man or a woman

Ich weiß nicht, ob Mann oder Frau

— But who is that on the other side of you?“

— Doch wer ist es, der an Deiner anderen Seite geht?“

Anlass zu dieser Passage des Gedichts war die Erzählung von Shackleton, dass sowohl er als auch seine zwei Gefährten während des Gewaltmarsches über den verschneiten Bergrücken von Südgeorgien immer wieder das Gefühl gehabt hätten, von einem vierten Wesen begleitet zu werden. Der kanadische Autor John G. Geiger beschreibt dieses Phänomen angelehnt an Eliots Darstellung einer imaginären dritten Person als Third Man Factor, das auch andere, wie die Bergsteiger Frank Smythe und Reinhold Messner, in Extremsituationen erfahren haben.
- Der Roman The Woman Thou Gavest Me des britischen Autors Hall Caine (1853–1931) aus dem Jahr 1913 ist eine fiktive Biographie, die stark an die Lebensgeschichte Shackletons bis zur Nimrod-Expedition angelehnt ist. Caines Protagonist Martin Conrad organisiert nach der Teilnahme an einer Schiffsreise eine eigene Expedition in die Antarktis, um den Südpol zu erobern.[214]
- Kurz nach Shackletons Tod im Jahre 1922 erschien der Roman Spinster of this Parish des britischen Autors W. B. Maxwell (1866–1938). Maxwell verneinte zwar mit diesem Buch jegliche Anspielung auf Shackleton. Die Charakterzüge seiner Hauptfigur, des Polarforschers Anthony Dyke, und diverse Kapitel dessen fiktiver Lebensgeschichte (z. B. die Durchquerung des antarktischen Kontinents und der Streit mit einem rivalisierenden Polarforscher) haben jedoch große Ähnlichkeit mit Shackleton.[215] Begünstigt durch den Tod Shackletons wurde das Buch ein Erfolg. Allein 1922 erschien es in fünf Auflagen, gefolgt von einer Volksausgabe 1923 und weiteren Auflagen in den Folgejahren.[216]
- Shackleton bewunderte die großen britischen Lyriker des 19. Jahrhunderts wie Alfred Tennyson, John Keats und insbesondere Robert Browning, aus deren Werken er bei öffentlichen Vorträgen gern rezitierte oder deren Verse sich in seinen Expeditionsberichten wiederfinden. Er selbst versuchte sich ebenfalls in der Dichtkunst. Beispiele hierfür sind die Gedichte Erebus[217] und Aurora Australis,[218] die er im Winterquartier der Nimrod-Expedition verfasste.

### Besonderheiten
- Wie andere Polarforscher auch, so erhielt Shackleton Spitznamen und verwendete Pseudonyme. Als Expeditionsleiter nannten ihn seine Untergebenen voller Respekt „The Boss“.[219] Frank Wild und andere Freunde riefen ihn auch „Shackles“ oder „Shackle“.[220] Weniger geläufig sind die Titel „Old Cautious“, der ihm während der Endurance-Expedition wegen seines vermeintlich übervorsichtigen Handelns verliehen wurde,[221] und „Nemo“, den Shackleton selbst als Pseudonym in Anlehnung an die Hauptfigur des Romans 20.000 Meilen unter dem Meer von Jules Verne verwendete.[15] Aus dem umfangreichen Briefverkehr mit seiner Frau Emily sind die Kosenamen „Emicky“, „Micky“, „Mikeberry“ und „Mikleham“ bekannt, deren Ursprung in Shackletons irischer Abstammung liegen.[220]
- Shackleton ist der einzige Polarforscher, der zweimal einen Südrekord aufstellte (Discovery-Expedition, 30. Dezember 1902, gemeinsam mit Robert Falcon Scott und Edward Wilson: 82°17′S (nach neuerlichen Berechnungen eher 82°11′S) und Nimrod-Expedition, 9. Januar 1909, gemeinsam mit Frank Wild, Jameson Adams und Eric Marshall: 88°23′S).
- Im Juli 1909 wurde Shackleton die Ehre zuteil, als Wachsfigur bei Madame Tussauds ausgestellt zu werden.[222][223]
- Für seine Vortragsreise durch Deutschland und Österreich im Anschluss an die Nimrod-Expedition ab Januar 1910 erlernte Shackleton eigens die deutsche Sprache. Ein Reporter schrieb hierzu: „Seine Aussprache war derart gut, dass man nur schwerlich glauben kann, er [Shackleton] habe sich erst kürzlich mit der Sprache vertraut gemacht.“[224]
- In der Zeit nach seiner Heirat bis zu seinem Tod zog Shackleton mit seiner Familie nicht weniger als sechsmal um. Mit Beginn seiner Anstellung bei der Royal Scottish Geographical Society (RSGS) wohnten sie in Edinburgh und zuletzt in einem Haus in Kensington. Das Haus Mainsail Haul in Sheringham, das sie im Jahre 1910 bezogen, war 1919 im Besitz des Komponisten Ralph Vaughan Williams, der die Musik zu dem Film Scotts letzte Fahrt (1948) schuf.[225]
- Am 18. Juni 1912 wurde Shackleton als Experte für das Navigieren in polaren Gewässern von der Kommission zur Untersuchung des Untergangs der Titanic unter der Leitung von Rufus Isaacs und Robert Finlay angehört.[226]
- Shackleton soll mehrere außereheliche Affären gehabt haben. Verbrieft ist eine zeitweilige Liebesbeziehung mit der US-amerikanischen Schauspielerin Rosalind Chetwynd (1879–1922).[227]
- Shackleton hatte eine Neigung zum Aberglauben. So markierte die Zahl 9 wiederkehrend wichtige Etappen in seinem Leben. Am 9. April 1904 heiratete er seine Frau Emily, und am 9. Januar 1909 erreichte Shackleton seine höchste südliche Breite während der Nimrod-Expedition. Am 9. Juli 1913 war er Trauzeuge bei der Hochzeit seines Freundes Philip Brocklehurst. Eine silberne Ausführung der Zahl 9 war an Shackletons Kabinentür auf dem Expeditionsschiff Quest angebracht. Der neunarmige Stern wurde zu seinem persönlichen Emblem, das auch auf seinem Grabstein verewigt ist. Schließlich starb Emily Shackleton nach mehrmonatiger schwerer Krankheit am 9. Juni 1936.[228][229] Ferner wurde das Wrack der Quest am 9. Juni 2024 durch ein Team der Royal Canadian Geographical Society vor der Küste Labradors entdeckt.[190][191]
- Shackletons Grab schmückte zunächst ein einfaches Holzkreuz, das 1928 durch eine Granitstele ersetzt wurde.[230] Auf der Rückseite der Stele ist ein Vers aus Robert Brownings Gedicht The Statue and the Bust angebracht: „I hold … that a man should strive to the uttermost for life’s set price“ (zu Deutsch: „Ich behaupte … ein Mann sollte um den Preis des Lebens nach dem Äußersten streben“).[231]
- Der Erstbesteiger des Mount Everest, Sir Edmund Hillary, zählte Ernest Shackleton zu seinen Vorbildern.[232]
- Shackleton wurde mehrfach in Fernsehfilmen und -serien dargestellt, beispielsweise von David Schofield in der vierteiligen Miniserie Shackleton (1983) oder von James Aubrey in der Folge Poles Apart der britischen TV-Serie Last Place on Earth (1985). Am bekanntesten ist sicherlich Kenneth Branagh im preisgekrönten, von Charles Sturridge inszenierten, Mehrteiler Ernest Shackleton (Shackleton, 2002).[233]
- Unter dem Projektnamen Eureka veröffentlichte der Hamburger Multiinstrumentalist Frank Bossert 2009 das Konzeptalbum Shackleton’s Voyage, das eine musikalische Reminiszenz an die Endurance-Expedition darstellt.[234]
- Vier Jahre nach deren Fund bargen 2010 Mitarbeiter des New Zealand Antarctic Heritage Trust fünf Kisten mit Whisky und Cognac, die seit 1909 unter der am Kap Royds auf der Ross-Insel errichteten Expeditionshütte der Nimrod-Expedition verschüttet waren.[235][236] Eine Flasche des sogenannten Shackleton-Whisky zum Sammlerwert von ca. 200.000 US-Dollar wurde in einer Episode der US-Fernsehserie White Collar als Fälschungsobjekt benutzt.
- 2014 veröffentlichte der britische Illustrator William Grill unter dem Titel Shackleton's Journey sein erstes Kinderbuch, eine preisgekrönte Abhandlung über die Endurance-Expedition. Anlässlich der deutschen Ausgabe im Folgejahr urteilte Freddy Langer in der Frankfurter Allgemeinen Zeitung, es gleiche „einer Fleißarbeit aus dem Archiv“, Grill hake die Expeditionsgeschichte „Punkt für Punkt ab, als folge er stur dem Logbuch“.[237]

## Zitate von und über Shackleton
„Sir Ernest Shackleton scheiterte mit der Zielsetzung in seinen [sic!] zwei Antarktisexpeditionen, doch in seinem Scheitern hatte er einen größeren Erfolg als wenn er seine Ziele erreicht hätte. Ich betrachte ihn als den größten unter allen Führern der Antarktis.“

„Um ein großartiger Führer zu sein, genügt es nicht, einen starken Willen zu haben, [oder] ein Vorbild extremer Ausdauer zu sein. Letztlich war es Shackletons Fähigkeit zu begeistern, die ihn zum größten Führer in der gesamten Geschichte der Antarktis machte.“

„Shackleton hatte eine bemerkenswerte Gabe, richtige und schnelle Entscheidungen zu treffen, die eine Katastrophe abwendeten, und seine Größe als Forscher ist diesem Gespür zuzusprechen. Der Erfolg seiner Expeditionen lag ihm sehr am Herzen, doch die Sicherheit und Gesundheit derjenigen, die unter ihm dienten, kam an erster Stelle; und die Tatsache, dass er keinen seiner Männer verlor, kann als die wunderbarste seiner Taten und als sein größter Triumph angesehen werden.“

„Der Name Sir Ernest Shackleton ist für alle Zeiten in den Annalen der Antarktisforschung in Lettern aus Feuer niedergeschrieben.“

„Für Shackleton war die National Antarctic Expedition eine Gelegenheit und sonst nichts. […] Er war weder polaren Regionen besonders zugeneigt noch besaß er einen überragenden Forschergeist.“

„Was die Wissenschaft anbelangt, gebt mir Scott, für Schnelligkeit und Tüchtigkeit gebt mir Amundsen, aber wenn es zu einer Katastrophe kommt und die Lage hoffnungslos ist, dann fallt auf die Knie und fleht um Shackleton.“

„Man muss sich entscheiden, ob man ein Wissenschaftler oder ein erfolgreicher Expeditionsleiter sein will. Beides zugleich ist nicht möglich.“

„Ein Mann muss sich an ein neues Ziel gewöhnen, sobald das alte untergeht.“

„Übermenschliche Anstrengungen sind einen Dreck wert, solange sie nicht zu Resultaten führen.“

„Schwierigkeiten sind letztlich nur Dinge, die überwunden werden müssen.“

„Männer für gefährliche Reise gesucht. Geringer Lohn, bittere Kälte, lange Monate kompletter Dunkelheit, ständige Gefahr, sichere Rückkehr ungewiss. Ehre und Anerkennung im Erfolgsfall.“

## Zitierte Literatur

### Shackleton-Biografien
- Margery und James Fisher: Shackleton. James Barrie Books, London 1957.
- Roland Huntford: Shackleton. Hodder & Stoughton, London 1985, ISBN 0-340-25007-0.
- Hugh Robert Mill: The Life of Sir Ernest Shackleton. William Heinemann, London 1923 (archive.org [abgerufen am 10. September 2009]).

### Zeitgenössische ergänzende Werke
- Roald Amundsen: The South Pole. Band 2. John Murray, London 1912 (Vol. II [abgerufen am 15. November 2010]).
- Apsley Cherry-Garrard: The worst Journey in the World, Band 1. Constable & Co., London 1922 (worstjourneyinwo01cher [abgerufen am 6. Januar 2010]).
- J. Gordon Hayes: The Conquest of the South Pole. Thornton Butterworth, London 1932.
- Frank Hurley: Shackleton′s Argonauts. Angus and Robertson, Sydney 1948.
- Clements Markham: The Lands of Silence. University Press, Cambridge 1921 (archive.org [abgerufen am 4. Januar 2020]).
- James Marr: Into the Frozen South. Cassell & Co., London 1923 (archive.org [abgerufen am 25. November 2010]).
- Douglas Mawson: The Home of the Blizzard, Vol. I. William Heinemann, London 1915 (archive.org [abgerufen am 26. Mai 2010]).
- Russell Owen: The Antarctic Ocean. Whittlesey House, New York 1941 (archive.org [abgerufen am 11. November 2010]).
- Robert Falcon Scott: The Voyage of the Discovery, Vol. II. Macmillan, London 1905 (archive.org [abgerufen am 11. September 2009]).
- Ernest Shackleton u. a.: The Antarctic Book. William Heinemann, London 1909 (archive.org [abgerufen am 25. November 2010]).
- Ernest Shackleton: The Heart of the Antarctic. William Heinemann, London 1910 (archive.org [abgerufen am 11. September 2009]).
- Ernest Shackleton: South. Macmillan, New York 1920 (archive.org [abgerufen am 4. Januar 2010]).
- Frank Wild: Shackleton’s Last Voyage. Cassell & Co., London 1923 (archive.org [abgerufen am 14. Januar 2010]).
- Edward Adrian Wilson: Diary of the Discovery Expedition. Blandford Press, London 1975, ISBN 0-7137-0431-4.
- Frank Worsley: Shackleton’s Boat Journey. Pimlico, London 1999, ISBN 0-7126-6574-9.
- Manuskriptsammlung des Scott Polar Research Institute (Akronym: SPRI MS), Universität Cambridge.

### Neuzeitliche ergänzende Werke
- Caroline Alexander: Endurance. Bloomsbury Publishing, London 1998, ISBN 0-7475-4123-X.
- Stephanie Barczewski: Antarctic Destinies. Hambledon Continuum, London 2007, ISBN 978-1-84725-192-3.
- David Crane: Scott of the Antarctic. Harper Collins, London 2005, ISBN 0-00-715068-7.
- Ranulph Fiennes: Captain Scott. Hodder & Stoughton, London 2003, ISBN 0-340-82697-5.
- Kim Heacox: Shackleton – The Antarctic Challenge. National Geographic, Washington D.C. 1999, ISBN 0-7922-7536-5.
- Max Jones: The Last Great Quest. Oxford University Press, Oxford 2003, ISBN 0-19-280483-9.
- Elizabeth Cody Kimmel: Ice Story – Shackleton’s Lost Expedition. Clarion Books, New York 1999, ISBN 0-395-91524-4.
- Elizabeth Knowles (Hrsg.): Oxford Dictionary of Quotations. Oxford University Press, Oxford 2009, ISBN 0-19-923717-4.
- Leif Mills: Frank Wild. Caedmon of Whitby, Whitby 1999, ISBN 0-905355-48-2.
- Shane Murphy u. a.: Mit der Endurance in die Antarktis: Shackletons Südpol-Expedition 1914–1917; die legendären Photos von Frank Hurley / [aus dem Engl. von Gertrude Wilhelm]. DuMont, Köln 2001, ISBN 3-7701-5870-9.
- Diana Preston: A First Rate Tragedy. Constable & Co., London 1997, ISBN 0-09-479530-4 (google.de [abgerufen am 25. Februar 2011]).
- Beau Riffenburgh: Nimrod. Berlin Verlag, Berlin 2006, ISBN 3-8270-0530-2.
- Ann Savours: The Voyages of the Discovery. Catham Publishing, London 2001, ISBN 1-86176-149-X.
- Kelly Tyler-Lewis: The Lost Men. Bloomsbury Publishing, London 2006, ISBN 978-0-7475-8414-8.
- Julian Watkins: The 100 Greatest Advertisements. Dover Publications, Mineola 1959, ISBN 978-0-486-20540-3 (google.de [abgerufen am 16. November 2010]).
- David M. Wilson: Nimrod Illustrated. Reardon Publishing, Cheltenham 2009, ISBN 1-873877-90-0.